# Rafael Nadal
Rafael Nadal Parera (/rafa'el na'ðal/, sinh ngày 3 tháng 6 năm 1986 tại Manacor, Mallorca), biệt danh Rafa, là một cựu vận động viên quần vợt chuyên nghiệp người Tây Ban Nha.
Nadal được đánh giá là một trong những tay vợt xuất sắc nhất mọi thời đại. Nadal đã giành được 22 Grand Slam ở nội dung đánh đơn (thành tích chỉ đứng sau Novak Djokovic với 24 lần)  cùng với đó là 2 huy chương vàng Olympic: đơn nam tại Olympic 2008 và đôi nam tại Olympic 2016, 36 chức vô địch ATP World Tour Masters 1000, 21 chức vô địch ATP Tour 500, 5 chức vô địch Davis Cup cùng đội tuyển Tây Ban Nha vào các năm 2004, 2008, 2009, 2011 và 2019 cùng nhiều danh hiệu khác.
Sau chức vô địch Mỹ Mở rộng 2010, Nadal trở thành tay vợt thứ 7 trong lịch sử giành tất cả những danh hiệu Grand Slam và là người trẻ nhất trong Kỷ nguyên Mở rộng làm được điều này.
Anh trở thành tay vợt thứ hai sau Novak Djokovic trong Kỷ nguyên Mở giành được "Cú đúp Grand Slam sự nghiệp" (thắng mỗi giải Grand Slam ít nhất hai lần) sau chiến thắng tại Giải quần vợt Úc Mở rộng 2022.
Những thành công trên mặt sân đất nện đã mang đến cho Nadal danh hiệu "Ông vua trên mặt sân đất nện" và anh được nhiều chuyên gia đánh giá là tay vợt chơi trên sân đất nện hay nhất mọi thời đại. Nadal giữ kỷ lục là 14 chức vô địch ở giải Pháp Mở rộng (Roland Garros) từ 2005-2008, 2010-2014 và 2017-2020 và lần gần nhất vào năm 2022. Với thành tích này thì anh cũng là người có nhiều lần vô địch một Grand Slam nhất trong lịch sử (hơn Roger Federer với 8 lần vô địch Wimbledon và Novak Djokovic với 10 lần vô địch Úc Mở rộng). Theo bảng xếp hạng ATP ngày 13 tháng 6 năm 2022, Nadal giữ vị trí số 1 thế giới trong 209 tuần sau Federer 310 tuần, Djokovic 373 tuần. Nadal đã có 160 tuần đứng số 2 liên tiếp sau Roger Federer trước khi giành lấy vị trí số 1 từ ngày 18 tháng 8 năm 2008 đến ngày 5 tháng 7 năm 2009. Sau đó anh lấy lại vị trí số 1 thế giới vào ngày 7 tháng 6 năm 2010 và giữ cho đến ngày 3 tháng 7 năm 2011. Cho đến nay, Nadal đã có 5 lần kết thúc năm ở vị trí số 1 thế giới (2008, 2010, 2013, 2017 và 2019). Nadal là một trong hai tay vợt sau Rod Laver giành được 3 danh hiệu Grand Slam liên tục trong cùng một năm (Pháp Mở rộng, Wimbledon và Mỹ Mở rộng 2010).
Năm 2008, Nadal nhận giải thưởng thể thao Prince of Asturias vì những thành tích của mình. Vào ngày 21 tháng 11 năm 2010, ở London, Nadal lần đầu tiên giành giải thưởng Stefan Edberg Sportsmanship. Ngày 7 tháng 2 năm 2011, Nadal vinh dự được nhận giải thưởng Laureus World Sportsman of the Year lần đầu tiên trong sự nghiệp.
Vào ngày 19 tháng 11 năm 2024, Nadal giải nghệ chơi tennis sau khi chơi cho Tây Ban Nha ở Chung kết Davis Cup 2024.

## Thời niên thiếu
Rafael Nadal Parera sinh ngày 3 tháng 6 năm 1986, tại Manacor, Mallorca, Tây Ban Nha, có cha là Sebastian và mẹ là Ana Maria; anh có một cô em gái tên Maria Isabel. Cha anh làm chủ một nhà hàng và một xưởng làm kính. Mẹ anh là một bà nội trợ. Người chú Miguel Ángel Nadal là một cầu thủ bóng đá đã nghỉ hưu, từng chơi cho đội RCD Mallorca, FC Barcelona và đội tuyển bóng đá quốc gia Tây Ban Nha. Cho đến giờ, Nadal vẫn là một cổ động viên cho đội RCD Mallorca và Real Madrid. Một người chú khác, Toni Nadal, đã dạy anh bài học quần vợt đầu tiên khi anh được 3 tuổi. Ông là HLV của Nadal cho đến năm 2017 và luôn sát cánh cùng anh trong mọi giải đấu. (Carlos Moya là HLV của Nadal từ 2017 đến nay).
Mặc dù chơi tay trái, Nadal là người thuận cả hai tay. Khi còn nhỏ, Toni Nadal thấy rằng Nadal đánh bóng từ hai hướng bằng cả hai tay và ông nhắc nhở cháu mình rằng chẳng ai đánh bóng như vậy. Và sau đó Nadal chọn tay trái làm tay thuận khi chơi quần vợt. Cần lưu ý rằng, Nadal chỉ sử dụng tay trái để chơi quần vợt, còn trong tất cả các hoạt động còn lại anh dùng tay phải. Khi Nadal 12 tuổi, anh giành chiến thắng ở giải quần vợt U12 trong vùng và cũng là một cầu thủ bóng đá triển vọng. Cha Nadal muốn anh chọn lựa dứt khoát giữa quần vợt và bóng đá, và cuối cùng anh đã quyết định theo đuổi sự nghiệp quần vợt. Bản thân Nadal cũng tự cho rằng mình chơi tốt bóng đá, tuy nhiên tennis mới thực sự là thứ mình xuất sắc.
Khi Nadal được 14 tuổi, liên đoàn tennis Tây Ban Nha muốn anh chuyển tới Barcelona để thuận tiện hơn cho việc tập luyện, nhưng gia đình Nadal đã khước từ lời đề nghị này, như Toni Nadal đã nói "Tôi không muốn tin là bạn phải tới Mỹ, hay nơi nào đó, để trở thành một vận động viên giỏi. Bạn có thể làm được điều đó ngay tại quê nhà." Sự lựa chọn này cũng có nghĩa là Nadal sẽ nhận được ít hỗ trợ tài chính hơn. Tháng 5/2001, khi Nadal được 14 tuổi, anh được thi đấu một trận giao hữu trân sân đất nện với tay vợt nổi tiếng Pat Cash. Ban đầu Cash được xếp lịch chơi với Boris Becker, nhưng đã phải miễn cưỡng đấu với Nadal. Cash để thua sát nút trận đấu này.
Nadal có một số thành tích đáng khâm phục từ khi còn thi đấu ở các giải trẻ. Năm 16 tuổi, anh vào tới bán kết giải trẻ Wimbledon và cùng đội tuyển Tây Ban Nha giành chiến thắng tại giải trẻ Davis Cup. Ở tuổi 17, anh đã lọt vào top 50 thế giới. Vào năm 2003, Nadal giành giải Tay vợt triển vọng trong năm của ATP. Hình ảnh cắn cúp, sau này trở này một nét đặc trưng của Nadal, cũng đã được bắt đầu từ khi anh còn rất trẻ.

## Sự nghiệp quần vợt

### 2001–2004: Bắt đầu sự nghiệp quần vợt
Năm 2002, Nadal, 15 tuổi và xếp hạng 762 thế giới, thắng trận đấu ATP đầu tiên của mình, đánh bại Ramon Delgado tại Mallorca để trở thành tay vợt thứ 9 trong kỷ nguyên Mở rộng thắng một trận đấu ATP trước sinh nhật lần thứ 16 của mình.
Năm 2003, Nadal trở thành tay vợt trẻ thứ hai trong lịch sử lọt vào bảng xếp hạng Top 100. Anh kết thúc năm 2003 ở hạng 49, giành hai danh hiệu Challenger. Tại Wimbledon đầu tiên của mình, khi 17 tuổi, Nadal đã trở thành tay vợt trẻ nhất lọt vào vòng 3 giải này kể từ năm 1984 với Boris Becker lúc 16 tuổi.
Năm 2004, Nadal lần đầu tiên đụng độ Federer tại Miami Masters 2004, từ đó bắt đầu một cuộc đối đầu giữa hai kỳ phùng địch thủ mà sau này được các nhà bình luận xem là cuộc đối đầu vĩ đại nhất trong lịch sử quần vợt thế giới. Ở thời điểm diễn ra trận đấu này, Federer đã là tay vợt số 1 thế giới trong khi Nadal vẫn chỉ ở dạng tiềm năng. Thế nhưng Nadal đã gây bất ngờ lớn khi giành chiến thắng, và là một trong 6 tay vợt đánh bại được Federer trong năm đó (cùng Tim Henman, Albert Costa, Gustavo Kuerten, Dominik Hrbatý và Tomáš Berdych). Tuy nhiên đáng tiếc là sau đó anh lại bỏ lỡ hầu hết mùa giải sân đất nện vì chấn thương. Cũng trong năm này, Nadal trở thành tay vợt trẻ nhất trong lịch sử giành chiến thắng trong một trận đánh đơn tại chung kết Davis Cup. Anh đã đánh bại tay vợt số 2 thế giới là Andy Roddick để mang về chức vô địch cho đội tuyển Tây Ban Nha. Cuối mùa giải này, anh xếp thứ 51 thế giới.

### 2005: Danh hiệu Roland Garros đầu tiên
Đây là một năm đánh dấu sự tiến bộ vượt bậc của Nadal. Tại Úc Mở Rộng, anh vào đến vòng 4. Hai tháng sau, anh vào đến trận chung kết Miami Masters - mặc dù chỉ thiếu 2 điểm nữa là đoạt chức vô địch – nhưng đó là thất bại trong 5 ván với tay vợt số 1 thế giới Roger Federer.
Tiếp đó, Nadal thống trị mùa giải đất nện. Tay vợt người Tây Ban Nha đã giành 24 trận thắng liên tiếp trên sân đất nện và đó là chuỗi trận thắng dài nhất của một tay vợt tuổi teen, trên cả 23 trận của Andre Agassi năm 1988. Anh giành chiến thắng tại 2 sự kiện ATP Master Series của năm là Monte Carlo và Rome (đều đánh bại Guillermo Coria trong trận chung kết). Với thành tích này, vào tháng 5/2005, Nadal lọt vào top 5 tay vợt hàng đầu và được nhiều người đánh giá cao trước khi bước vào Roland Garros.
Nadal tham dự giải Pháp Mở rộng, một trong những giải anh yêu thích nhất, lần đầu tiên trong đời. Anh đã đánh bại Sebastien Grosjean và Richard Gasquet, hai niềm hi vọng của người Pháp. Vào ngày sinh nhật thứ 19 của mình, anh đánh bại Roger Federer trong trận bán kết, ngăn không cho tay vợt người Thụy Sĩ giành giải Grand Slam này. Hai ngày sau, anh trở thành nhà vô địch Pháp Mở rộng trẻ thứ 4 trong lịch sử sau khi thắng Mariano Puerta trong trận chung kết, trở thành tay vợt thứ hai sau Mats Wilander giành thắng lợi tại đây ngay từ lần tham gia đầu tiên. Nadal là tay vợt vị thành niên đầu tiên thắng một Grand Slam từ năm 1990 khi Pete Sampras thắng giải Mỹ Mở rộng, và cũng là tay vợt vị thành niên đầu tiên có ít nhất 6 danh hiệu, kể từ khi Andre Agassi làm được điều này vào năm 1988, lúc 18 tuổi.
Ba ngày sau khi đăng quang, chuỗi bất bại của anh bị chặn đứng khi để thua tay vợt Đức Alexander Waske tại vòng 1 giải Halle ở Đức (sân cỏ). Anh lại một lần nữa phải thất vọng khi dừng bước tại vòng 2 giải Wimbledon, để thua Gilles Muller đến từ Luxembourg.
Nadal khởi đầu mùa giải trên mặt sân cứng bằng việc đánh bại Andre Agassi tại chung kết Canada Masters. Sau đó anh được xếp hạt giống ở Mỹ Mở rộng, nhưng đã để thua James Blake trong 4 ván tại vòng 3. Trước mùa giải sân cứng Bắc Mỹ, anh còn giành thêm 2 danh hiệu trên mặt sân đất nện. Tháng 9, anh đánh bại Guillermo Coria tại giải Trung Quốc Mở rộng. Tháng 10, anh giành Madrid Masters sau khi đánh bại Ivan Ljubičić.
Sau đó, Nadal bị chấn thương bàn chân nên không tham dự được giải Tennis Masters Cup vào cuối năm và kéo sang đầu 2006, khiến anh phải bỏ luôn giải Úc Mở rộng.
Kết thúc năm 2005, Nadal giành được 11 danh hiệu ATP (trong đó có 4 Master Series), bằng tay vợt số 1 Roger Federer. Anh cũng giành 79 trận thắng, chỉ xếp sau 81 trận của Roger Federer. 8 danh hiệu của Nadal là trên mặt sân đất nện, còn lại là trên sân cứng. Nadal vươn lên thành tay vợt số 2 thế giới, và đương nhiên, giành giải Tay vợt tiến bộ nhất năm của ATP.

### 2006: Roland Garros lần thứ 2 và trận chung kết Wimbledon đầu tiên.

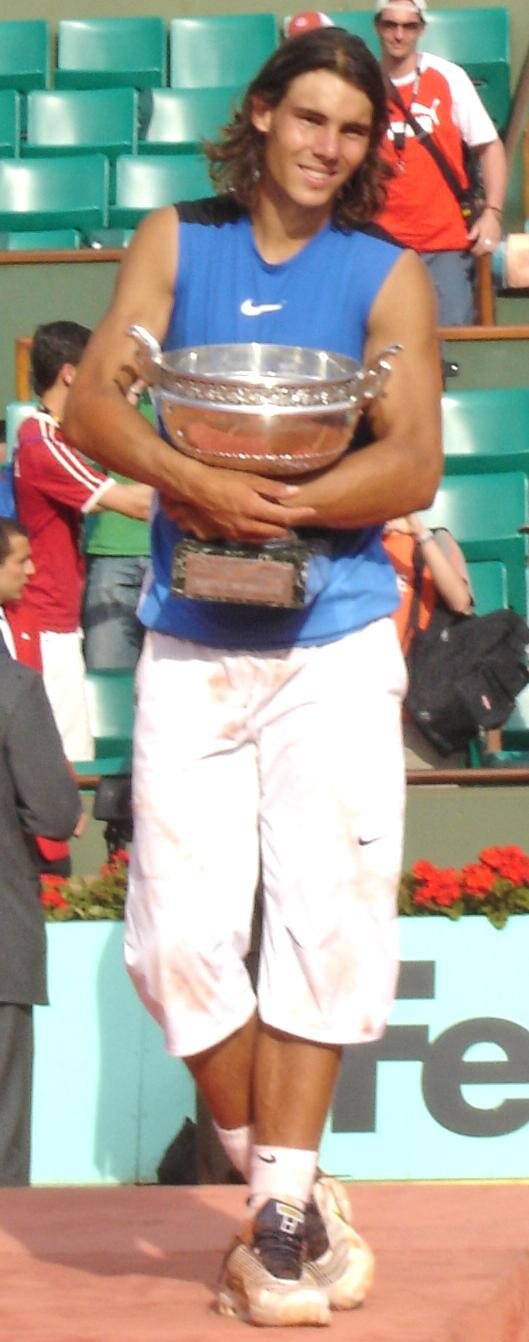
Nadal ôm cúp Vô địch Pháp Roland Garros 2006.

Nadal bỏ lỡ giải Úc Mở rộng vì chấn thương chân. Tới tháng 2, anh để thua tại bán kết giải Open 13 ở Marseille. Sự ganh đua dữ dội giữa Nadal và Roger Federer tiếp tục ở năm 2006. Tháng 3, Nadal cho Federer nếm mùi thất bại đầu tiên trong năm tại chung kết giải Dubai (2-6, 6-4, 6-4). Nhưng ở các giải còn lại của mùa giải sân cứng mùa xuân thì anh không có thêm danh hiệu nào.
Ở mùa giải đất nện, Nadal giành chức vô địch ở tất cả các giải mà anh tham dự với thành tích 24 trận toàn thắng. Nadal đánh bại Federer thêm một lần nữa tại Monte Carlo Masters với tỉ số 6-2, 6-7, 6-3, 7-6. Tuần sau đó, anh hạ Tommy Robredo để giành giải ở Barcelona. Tiếp theo, Federer và Nadal lại chạm trán tại trận chung kết Rome Masters trên sân đất nện trong một trận đấu 5 set với phần thắng nghiêng về Nadal 6-7, 7-6, 6-4, 6-2, 7-6. Sau danh hiệu này thì anh đã cân bằng được thành tích của Björn Borg: vô địch 16 giải ATP khi vẫn còn là thiếu niên.
Chiến thắng tại vòng 1 ở Pháp Mở rộng, Nadal đã phá được kỷ lục 53 trận thắng liên tiếp trên mặt sân đất nện của huyền thoại người Argentina là Guillermo Vilas. Với thắng lợi này, Nadal được trao một chiếc cúp mang hình dáng của một sân đấu đất nện. Villas là người trao cúp cho Nadal, mặc dù anh không thừa nhận kỳ tích của Nadal là ấn tượng hơn của mình vì cho rằng thành tích của Nadal trải dài trên 2 năm và gồm cả nhiều trận ở các giải dễ dàng. Trận chung kết Pháp Mở rộng được háo hức mong chờ, diễn ra giữa Federer số 1 và Nadal số 2 thế giới. Đối với Federer, đây là danh hiệu còn thiếu duy nhất để anh hoàn thành Career Grand Slam. Còn với Nadal, là việc anh phải bảo vệ chức vô địch của mình, đồng thời duy trì ưu thế chạm trán giữa anh và Federer. Nadal dẫn 2-1 và rồi nắm quyền giao bóng để kết thúc trận đấu trong set 4. Nhưng rồi Federer bẻ được game đó và kéo trận đấu vào loạt tie-break. Nadal giành chiến thắng trong loạt tie-break và trở thành người đầu tiên đánh bại Federer tại một trận chung kết Grand Slam. Trong bài phát biểu sau trận đấu, anh đã ca ngợi màn trình diễn của Federer, nhưng bị thông dịch sang tiếng Pháp nhầm, và mọi người tưởng rằng anh đang ca ngợi bản thân mình. Vì vậy trong suốt phần còn lại của bài phát biểu, anh bị đám đông huýt sáo chế giễu.
Ở mùa giải sân cỏ, Nadal thất bại trước Lleyton Hewitt tại giải đấu ở Queen's Club nhằm chuẩn bị cho Wimbledon. Tại Wimbledon, Nadal vượt qua huyền thoại Andre Agassi ở vòng 3, đó cũng là trận cuối cùng của Agassi ở Wimbledon. Nadal không để mất set nào trong 3 trận tiếp đó để tiến vào chung kết gặp Federer, người đã 3 năm liên tiếp vô địch. Anh là người Tây Ban Nha đầu tiên từ sau Manuel Santana vào năm 1966 lọt vào tới chung kết Wimbledon, nhưng Federer cuối cùng đã giành chiến thắng trong 4 set 6–0, 7–6(5), 6(2)–7, 6–3 để lần thứ 4 liên tiếp đăng quang.
Quay trở lại với sân cứng để chuẩn bị cho US Open, Nadal đã tham gia hai giải Masters Series là Rogers Cup ở Toronto và Western & Southern Financial Group Masters ở Cincinnati, Ohio, nhưng đều bị loại khá sớm. Ở giải Mỹ Mở rộng, Nadal được xếp hạt giống số 2, nhưng cuối cùng bị loại ở tứ kết dưới tay Mikhail Youzhny sau 4 set.
Nadal chỉ chơi thêm 3 giải nữa trong phần còn lại của năm. Ở Stockholm Open, anh gây sốc khi bị tay vợt hạng 690 thế giới là Joachim Johansson loại ở vòng 2. Tuần sau đó, Nadal thua Tomáš Berdych ở tứ kết giải Mutua Madrileña Masters ở Madrid. Lần đầu tiên đánh ở giải đấu tổng kết năm dành cho 8 tay vợt xuất sắc nhất (lúc đó gọi là Tennis Masters Cup), trong vòng bảng, Nadal thua James Blake nhưng thắng Nikolay Davydenko và Robredo để lọt vào bán kết. Tại đây anh để thua Federer 6–4, 7–5.
Nadal là tay vợt đầu tiên kể từ Andre Agassi vào các mùa 1994-1995 kết thúc mùa giải ở vị trí thứ 2 hai lần liên tiếp.

### 2007: Roland Garros lần thứ 3 và thất bại tại chung kết Wimbledon năm thứ 2 liên tiếp.

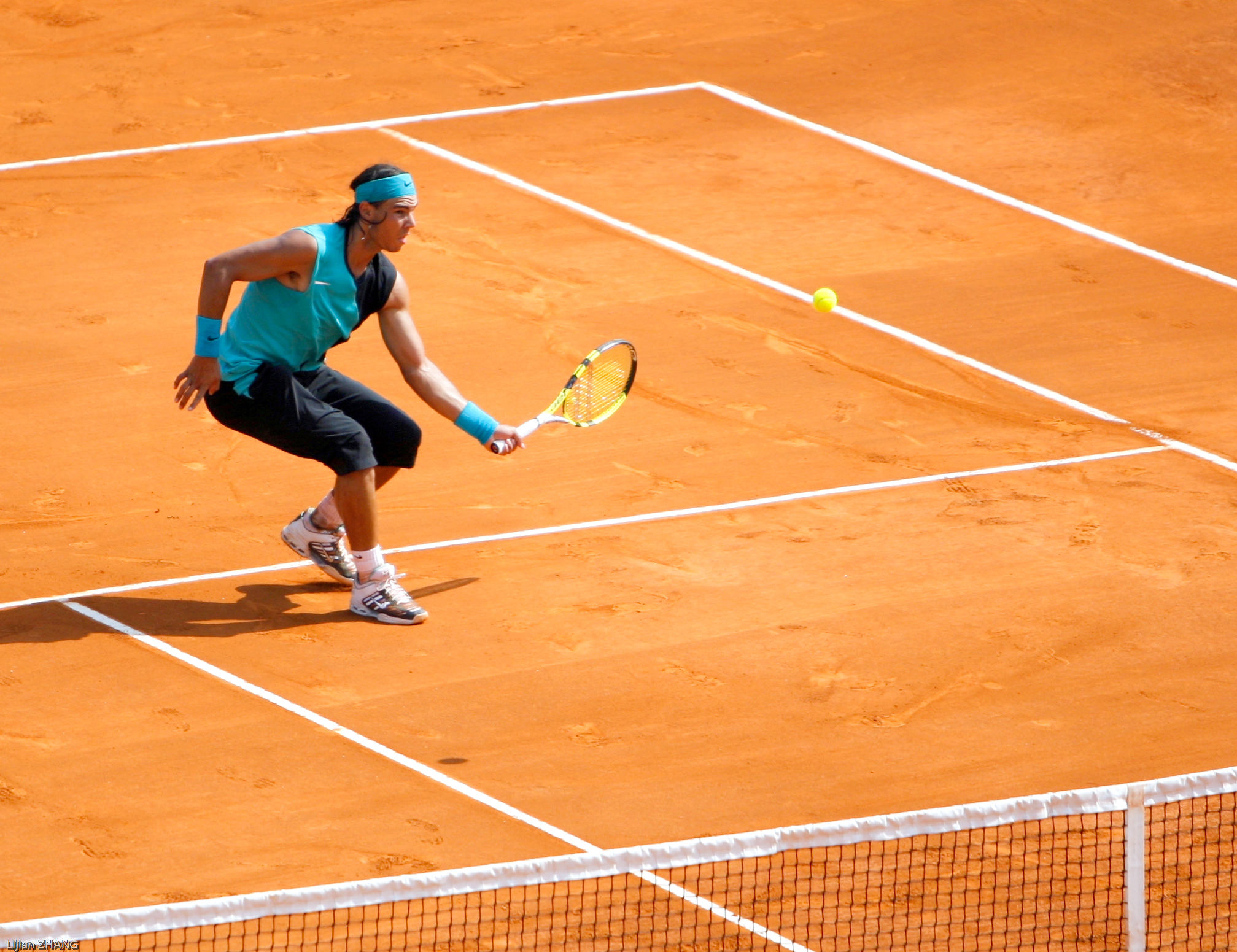
Nadal trong trận chung kết Monte Carlo Masters 2007.

Nadal mở đầu năm 2007 bằng việc lọt đến bán kết giải Chennai Open, Ấn Độ. Tiếp sau đó, tại giải Sydney, anh đã bỏ cuộc trong trận đấu đầu tiên do chấn thương háng. Tại giải Úc Mở rộng, Nadal đánh bại Andy Murray, lọt đến vòng tứ kết, nhưng lại thua Fernado Gonzalez, á quân của giải. Sau Úc Mở rộng, Nadal tham gia thêm 3 giải sân cứng nữa. Anh vô địch ở Indian Wells Masters và bị loại ở tứ kết hai giải Dubai và Miami Masters.

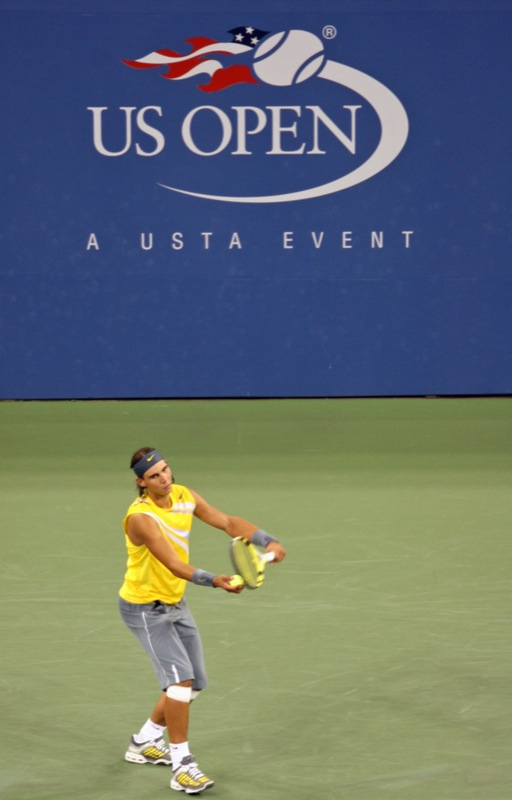
Nadal giao bóng ở giải US Open 2007.

Trở lại mặt sân đất nện, Nadal đánh bại Roger Federer trong trận chung kết giải Monte Carlo Masters 6-4, 6-4. Đây là lần thứ 3 liên tiếp anh vô địch giải này, lần đầu tiên kể từ Illie Năstase vào năm 1971-1973. Nadal tiếp tục cú hat-trick khi thắng giải Open Seat ở Barcelona và giải Rome Masters. Đến Hamburg Masters, anh đã để thua Roger Federer 2-6, 6-2, 6-0. Trận thua này chấm dứt chuỗi 81 trận bất bại trên mặt sân đất =của anh. Thành tích này là chuỗi trận bất bại dài nhất trên một mặt sân của một tay vợt nam trong kỷ nguyên Mở rộng.
Tuy vậy, Nadal nhanh chóng trở lại ở Pháp Mở rộng và vượt qua chính Roger Federer trong trận chung kết để giành danh hiệu này lần thứ 3 liên tiếp. Với chiến thắng này, anh trở thành tay vợt đầu tiên giành 3 chức vô địch giải Pháp Mở rộng trong 3 năm liên tiếp kể từ sau Bjorn Borg (1978-1981).
Để chuẩn bị cho Wimbledon, anh đến thi đấu tại Queen's Club và để thua Nicolas Mahut trong trận tứ kết. Tại Wimbledon, anh lần thứ hai trong đời lọt vào đến chung kết và lại tái đấu với Federer. Trên con đường đến chung kết, anh đã vượt qua Robin Soderling 6-4, 6-4, 6(7)-7, 4-6, 7-5 ở vòng 3 (trận đấu bị hoãn đi hoãn lại tới vài ngày vì trời mưa), Mikhail Youhzny 4-6, 3-6, 6-2, 6-2, 6-2 ở vòng 4, Tomáš Berdych 7-6(1), 6-4, 6-2 ở tứ kết, Novak Djokovic (bỏ cuộc) ở bán kết. Ở chung kết, Nadal để thua ván đầu 7-6(7), thắng ván hai 4-6. Sau đó, lại để thua trong loạt tie-break ở ván ba 7-6(3). Lúc đang dẫn trước 4-1 ở ván 4, anh đã phải rời khỏi sân một lúc để băng đầu gối, nhưng vẫn thắng ván này 6-2. Sang ván 5, ván quyết định, anh để thua 6-2.
Sau trận đấu này, tỉ số những lần đối đầu giữa Federer và Nadal đã là 5-8. Trên mặt sân đất nện, Nadal thắng 6 thua 1; sân cứng là 2-2; sân cỏ thua 2 trận và không thắng trận nào.
Tháng 7, Nadal giành thêm một danh hiệu đất nện nữa ở Mercedes Cup (Stuttgart), và đó cũng là danh hiệu cuối cùng của anh trong năm. Mùa giải sân cứng ở Bắc Mỹ của anh diễn ra không thật sự ấn tượng. Nadal bị loại ở bán kết Rogers Cup và vòng 1 Western & Southern Financial Group Masters (hai giải chuẩn bị cho giải Mỹ Mở rộng). Ở Mỹ Mở rộng, Nadal bị loại sớm khi thua người đồng hương David Ferrer ở vòng 4.
Sau một tháng nghỉ ngơi, Nadal tiếp tục ghi tên tham dự các giải Mutua Madrileña Masters ở Madrid và BNP Paribas Masters ở Paris, nhưng cả hai lần đều bị đánh bại bởi David Nalbandian ở tứ kết và chung kết. Ở giải đấu 8 tay vợt cuối năm, Nadal lọt vào bán kết nhưng thua khá chóng vánh trước Federer 6–4, 6–1
Chấn thương trong trận chung kết Wimbledon đã hành hạ Nadal trong nửa cuối mùa giải. Có những tin đồn đó là do chấn thương chân vào năm 2005 đã gây nên những hậu quả kéo dài. Tuy nhiên sau đó Nadal đã bác bỏ thông tin này. Anh lần thứ 3 liên tiếp kết thúc năm với vị trí số 2 thế giới.

#### Trận đấu trên các mặt sân
Vào ngày 2 tháng 5 năm 2007, một trận đấu biểu diễn được tổ chức giữa hai tay vợt số 1 và số 2 thế giới tại đảo Mallorca, trên một mặt sân độc nhất vô nhị: nửa sân là cỏ và nửa sân là đất nện. Sân thi đấu đặc biệt này tiêu tốn 1,63 triệu bảng và 19 ngày để xây dựng. Ở thời điểm đó, Federer là bá chủ trên mặt sân cỏ với 48 trận toàn thắng còn Nadal là vua sân đất nện với 72 trận toàn thắng. Nadal cuối cùng giành chiến thắng 7–5, 4–6, 7–6 (12–10). Trong trận đấu, Federer giành được số điểm bằng nhau ở cả hai mặt sân, Nadal thì giành ít hơn Federer 7 điểm trên sân cỏ nhưng nhiều hơn 12 điểm trên sân đất nện.

### 2008: Lần đầu tiên lên vị trí số 1 thế giới, huy chương vàng Olympics Bắc Kinh và thành quả ngọt ngào tại Wimbledon.
Mùa giải 2008 đánh dấu bước nhảy vọt của Nadal. Từ chỗ bị đánh giá là một tay vợt chỉ mạnh ở mặt sân đất nện, Nadal đã vươn lên để gặt hái được thành công ở mặt sân cỏ, vốn được xem là lãnh địa tuyệt đối của Federer nhiều năm qua. Qua đó anh cũng đã lần đầu tiên lật đổ được Federer để giành lấy ngôi vị số 1 thế giới.
Nadal đã khởi đầu mùa giải bằng việc tham dự giải Chennai Mở rộng với tư cách là hạt giống số 1. Ở bán kết, anh đã loại người đồng hương Carlos Moya trong 3 giờ 54 phút với tỉ số là 6-7(3), 7-6(8), 7-6(1). Trận đấu này đã san bằng kỉ lục cho một trận đấu 3 set dài nhất trong lịch sử các giải đấu ATP mà trước đây được giữ bởi Andrei Chersakov và Andrea Gaudenzi. Trong trận chung kết, anh đã thất bại trước Mikhail Youzhny 6-0, 6-1.
Tại Úc Mở rộng, Nadal đã đánh bại Jarkko Nieminen trong trận tứ kết và qua đó lọt vào bán kết lần đầu tiên trong sự nghiệp. Anh đã thất bại trước đối thủ không được xếp hạt giống Jo-Wilfried Tsonga 6-2, 6-3, 6-2, mặc dù đã không để thua một set nào trong năm trận trước đó. Sau đó tại giải Rotterdam, Nadal đã để thua Andreas Seppi với tỉ số 3-6, 6-3, 6-4 ở vòng hai. Tại giải Dubai Tennis Championships, Nadal đã vào được tứ kết, và đã thua Andy Roddick 7-6, 6-2, tay vợt sau đó đã giành chức vô địch. Tại giải Pacific Life Open, Nadal, người đang bảo vệ chức vô địch của mình, đã bị Novak Djokovic đánh bại trong trận bán kết 6-2, 6-3, sau khi đã vượt qua được Jo-Wilfried Tsonga và James Blake, đều cùng với ba set. Tuần tiếp theo, tại giải Sony Ericsson Open, Nadal đã thất bại trước Nikolay Davydenko trong trận chung kết, 6-4, 6-2.

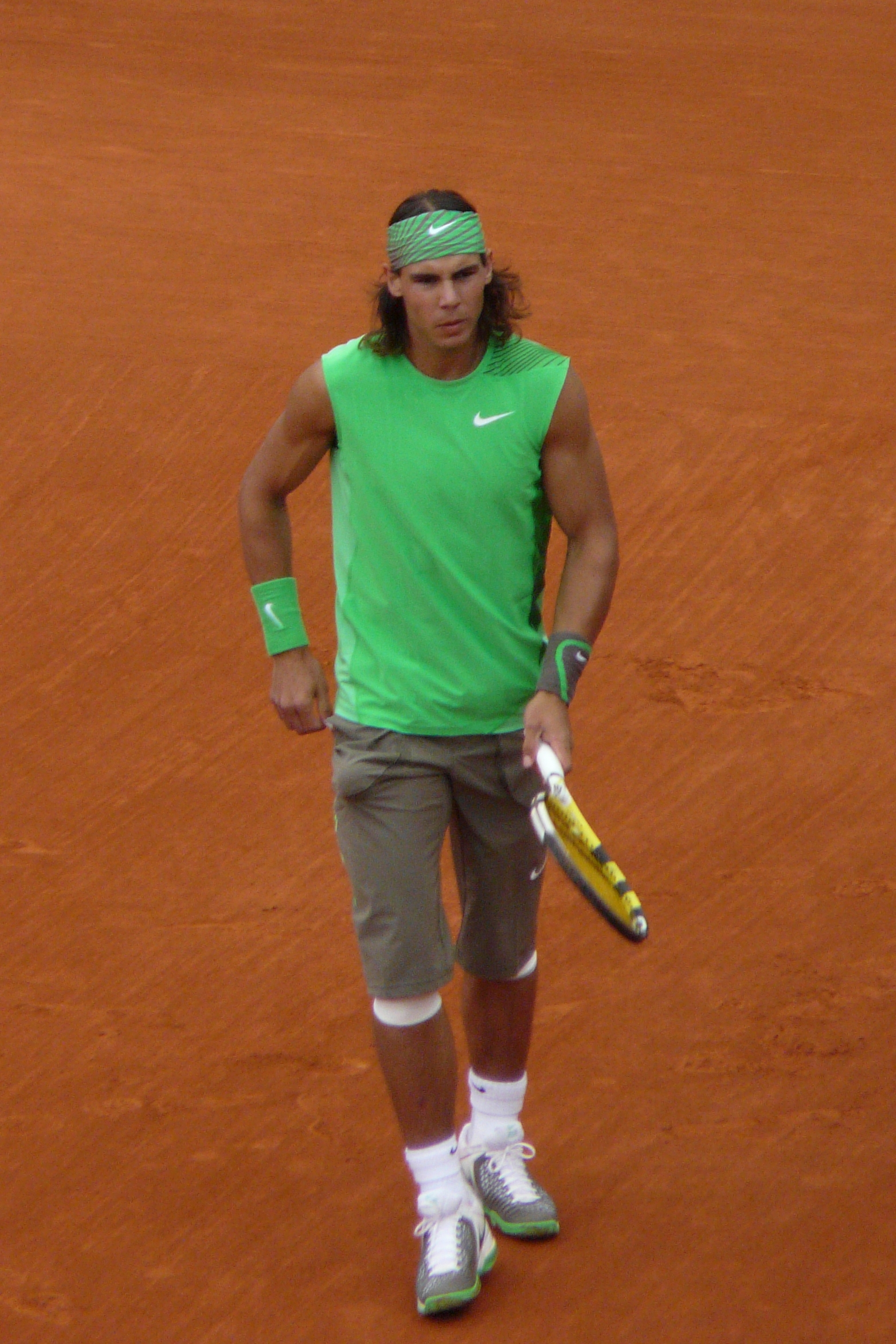
Nadal ở giải Pháp Mở rộng 2008.

Ở mùa giải sân đất nện, Nadal khởi đầu bằng chức vô địch tại giải Monte Carlo Masters lần thứ tư liên tiếp, khi đánh bại Roger Federer, 7-5, 7-5. Cùng với giải đơn, anh cũng đã vô địch giải đôi cùng với người bạn đồng hương Tommy Robredo, 6-3, 6-3, 6-2. Qua đó, anh cũng là người thứ hai trong lịch sử đã vô địch cả nội dung đơn lẫn đôi trong một giải đấu Masters Series, người còn lại là Jim Courier tại giải Indian Wells năm 1991. Sau đó anh tiếp tục đà thắng lợi bằng chức vô địch một tuần sau đó, tại giải Barcelona, cũng là lần thứ tư liên tiếp. Nadal đã không thể bảo vệ được chức vô địch tại Rome Master khi để thua tay vơt đồng hương Ferrero ngay tại vòng 2 với tỷ số 5-7, 1-6. Ngay sau đó tại giải Hamburg Masters, Nadal đã đánh bại Novak Djokovic 7-5, 2-6, 6-2 trong một trận đấu kéo dài hơn ba tiếng đồng hồ. Vào ngày 18 tháng 5, Nadal đã giành chức vô địch giải đấu này khi đánh bại Roger Federer 7-5, 6-7, 6-3, sau khi đã bị dẫn trước 5-1 ở set thứ nhất. Anh trở thành người thứ ba trong lịch sử giành được cả ba danh hiệu Masters Series trên sân đất nện: Monte Carlo, Hamburg, và Rome. Hai người còn lại là Gustavo Kuerten và Marcelo Rios.
Ở giải Pháp Mở rộng, Nadal lần lượt đánh bại Thomas Bellucci 7-5, 6-3, 6-1; Nicolas Devilder 6-4, 6-0, 6-1; Jarkko Nieminen 6-1, 6-3, 6-1. Sau đó anh đã lần lượt đánh bại hai tay vợt người đồng hương trong trận vòng 4 và tứ kết: Fernando Verdasco 6-1, 6-0, 6-2 và Nicolas Almagro 6-1, 6-1, 6-1. Anh mới chỉ thua 25 game cho đến thời điểm này, số game thấp nhất, tính đến trận tứ kết, trong một giải Grand Slam kể từ Kỉ nguyên Mở rộng, trung bình 5 game một trận. Ở trận bán kết, Nadal đã có được chiến thắng trước Novak Djokovic, 6-4, 6-2, 7-6(3), để giành quyền vào chung kết và gặp lại Roger Federer. Anh là người thứ 3 trong lịch sử (sau Bjorn Borg và Ivan Lendl) có mặt trong trận chung kết giải Pháp Mở rộng 4 lần liên tiếp. Nadal lần này giành chiến thắng khá dễ dàng trước Federer với tỉ số 6-1, 6-3, 6-0, qua đó san bằng kỉ lục của Bjorn Borg với 4 lần liên tiếp vô địch giải đấu này. Chung kết Pháp Mở rộng 2008 là trận đấu chênh lệch nhất giữa Federer và Nadal, với lần đầu tiên Federer phải nếm mùi một set trắng kể từ năm 1999. Nadal cũng là người thứ 5 vô địch một giải Grand Slam mà không để thua một set nào, sau Bjorn Borg, Ken Rosewall, Ilie Năstase, và Roger Federer. Mới chỉ có ba người khác đã từng vô địch một giải Grand Slam bốn lần liên tiếp trong Kỉ nguyên Mở rộng: Borg (Pháp Mở rộng 1978-81 và Wimbledon 1976-80), Pete Sampras (Wimbledon 1997-2000); và Federer (Wimbledon 2003-2007 và US Open 2004-2008).

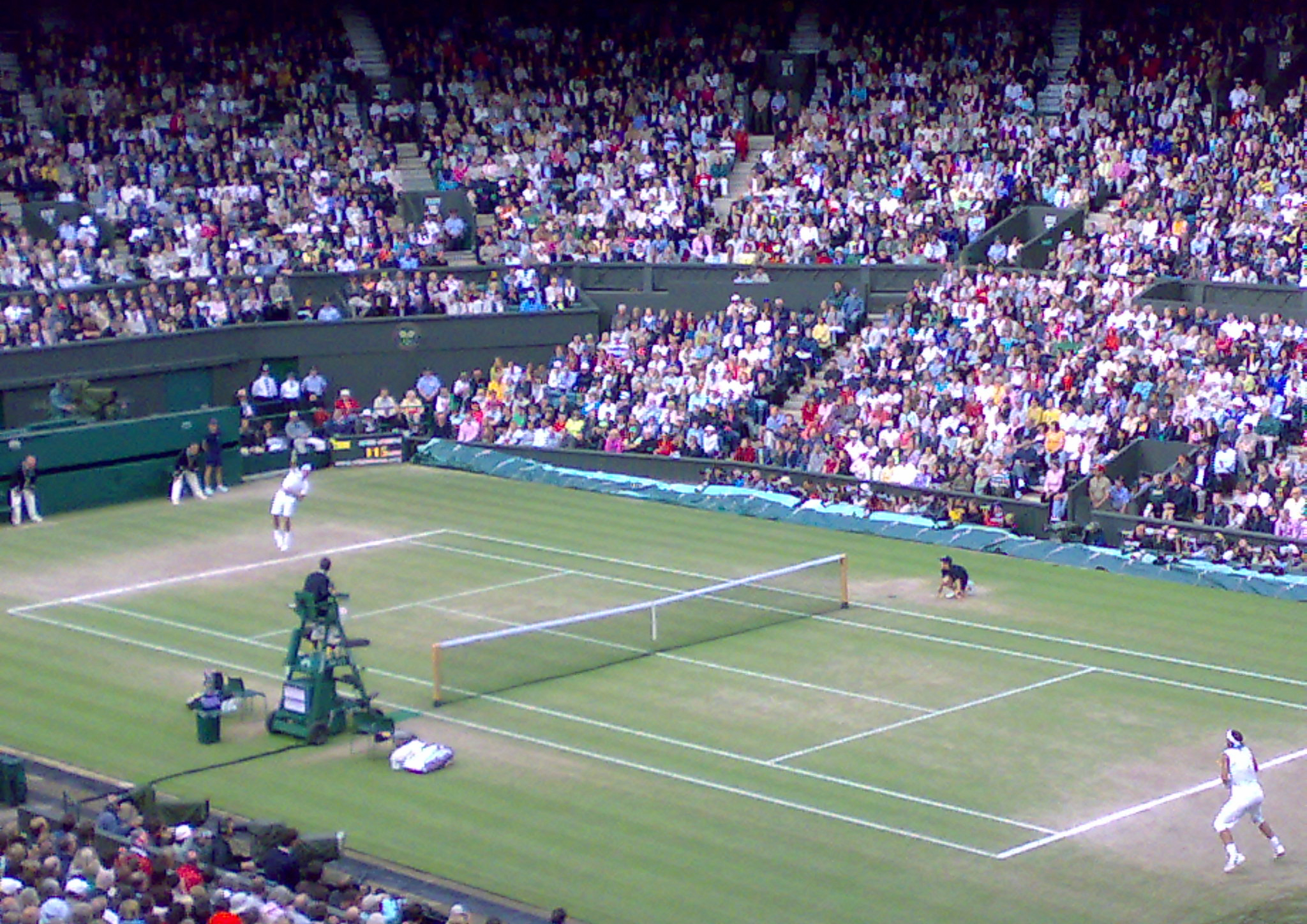
Federer và Nadal đối đầu nhau tại chung kết Wimbledon 2008.

Bắt đầu mùa giải sân cỏ ngắn ngủi, Nadal đã giành chức vô địch giải Queen's Club Championships, một giải đấu khởi động cho Wimbledon, sau khi giành chiến thắng trước Novak Djokovic 7-6(6), 7-5. Anh là người Tây Ban Nha đầu tiên vô địch Queen's Club, và là người thứ hai, sau Ilie Nastase, đã vô địch giải Pháp Mở rộng cùng với giải đấu này.
Sau đó, Nadal bắt đầu chiến dịch chinh phục giải đấu danh giá Wimbledon. Anh lần lượt vượt qua các đối thủ Andreas Beck 6-4, 6-4, 7-6(0); Ernests Gulbis 5-7, 6-2, 7-6(2), 6-3; Nicolas Kiefer 7-6(3), 6-2, 6-3. Đối thủ ở vòng 4 của anh là Mikhail Youzhny, người đã từng giành chiến thắng trước Nadal tại giải Chennai Mở rộng. Tuy nhiên, lần này Nadal đã giành chiến thắng 6-3, 6-3, 6-1. Trong trận tứ kết, Nadal đối mặt với tay vợt số 1 nước Anh Andy Murray, và giành chiến thắng 6-3, 6-2, 6-4. Sau khi đánh bại tay vợt không được xếp hạt giống Rainer Schuettler 6-1, 7-6, 6-4, Nadal một lần nữa gặp tay vợt số một thế giới Roger Federer trong trận chung kết. Khác với hai lần trước, có một số nhà phân tích cho rằng lần này Nadal sẽ thắng. Cả hai chơi một trận chung kết tuyệt vời và cũng là trận chung kết dài nhất trong lịch sử Wimbledon (tính đếm thời điểm đó), kết thúc khi trời đã gần tối. Cuối cùng thì lần đầu tiên Nadal đã đánh bại được Federer trên mặt sân cỏ, 6-4, 6-4, 6-7(5), 6-7(8), 9-7 và giành được chức vô địch Wimbledon đầu tiên trong sự nghiệp. Qua đó anh cũng đã chấm dứt chuỗi 65 trận bất bại trên sân cỏ của Federer. Nadal trở thành người thứ hai (sau Bjorn Borg) giành được chức vô địch ở cả Wimbledon lẫn Pháp Mở rộng chỉ trong vòng một năm. Có những ý kiến cho rằng trận chung kết tuyệt vời giữa Nadal và Federer ngày hôm đó là trận tennis hay nhất trong lịch sử.
Nadal sau đó vô địch giải Toronto Masters (Rogers Cup) và vào tới bán kết giải Cincinnati Masters. Djokovic là người chấm dứt chuỗi bất bại dài nhất của anh trên mọi mặt sân (32 trận). Vào ngày 18 tháng 8, Nadal chính thức vượt qua Federer để lần đầu tiên vươn tới ngôi vị số 1 thế giới. Anh trở thành người Tây Ban Nha thứ 3 từng giữ vị trí số 1 thế giới, cùng với Carlos Moyá (1999) và Juan Carlos Ferrero (2003). Tiếp nối những thành công, ở Olympic Bắc Kinh 2008, Nadal vượt qua Novak Djokovic của Serbia và Fernando González của Chile để giành huy chương vàng nội dung tennis đơn nam.
Anh lần đầu tiên được xếp hạt giống số một trong một giải Grand Slam ở Mỹ Mở rộng 2008. Tại đây, Nadal đã bị Andy Murray đánh bại tại bán kết. Sau đó, mặc dù Nadal chỉ vào tới bán kết tại giải Master ở Madrid nhưng điều này cũng đủ giúp anh đảm bảo vị trí số 1 khi kết thúc năm. Hai tuần sau đó, anh vào tới tứ kết giải Master ở Paris và bỏ cuộc trước Nikolay Davydenko vì chấn thương. Sau đó anh tiếp tục bỏ cuộc tại giải đấu cuối năm là Tennis Masters Cup và trận chung kết Davis Cup.
Nadal lần đầu tiên trong sư nghiêp kết thúc nam ở vị trí số 1 thế giới 6,675 điểm ATP.

### 2009: Lần đầu tiên vô địch Úc mở rộng và thất bại ở Roland Garros.

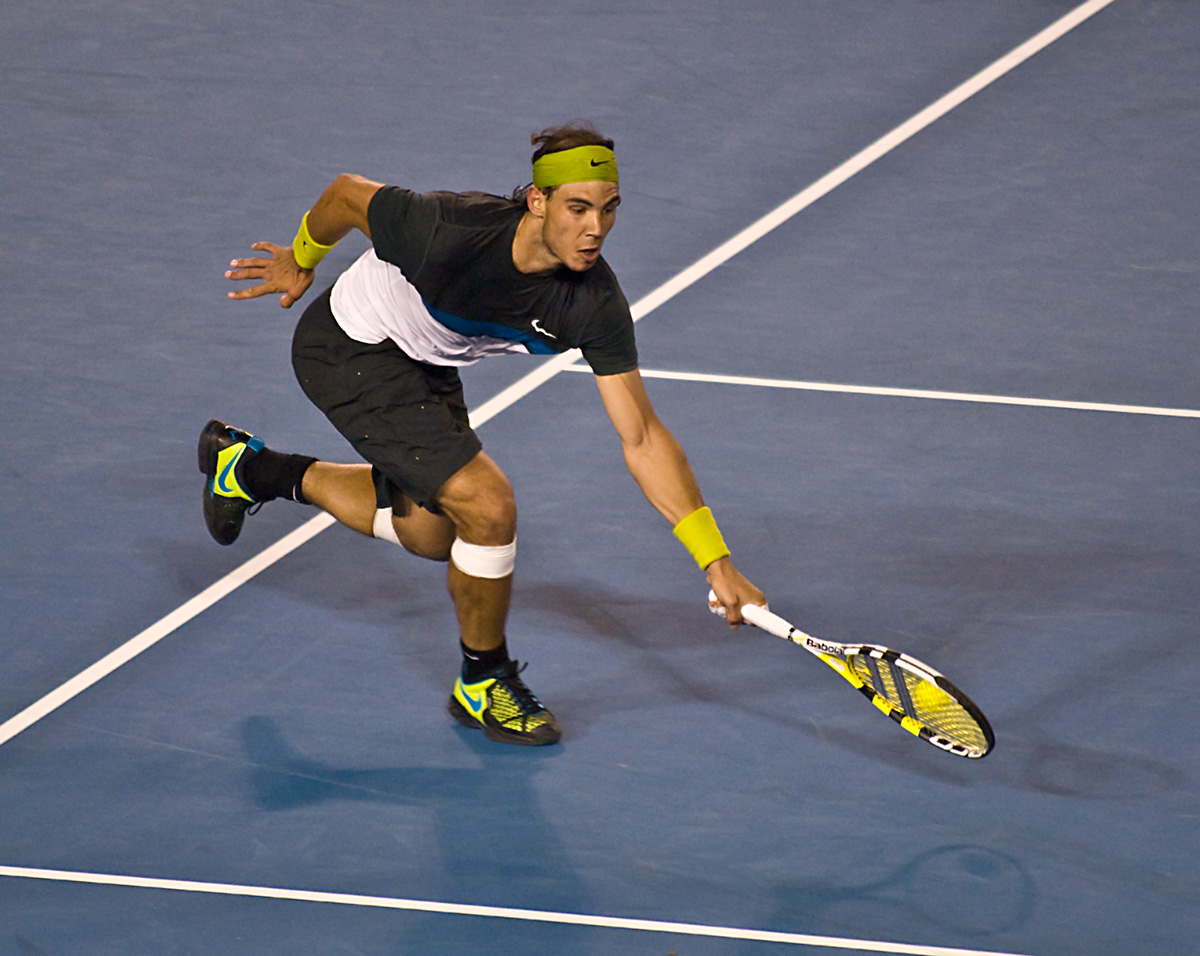
Nadal trong trận chung kết Úc Mở rộng giành chiến thắng 7-5, 3-6, 7-6(3), 3-6, 6-2 trước Federer.

Nửa đầu năm 2009 tiếp nối phong độ đỉnh cao của Rafael Nadal, nhưng nửa năm sau đó thì anh phải vật lộn với những chấn thương, cuối cùng mất ngôi số 1 về lại tay Federer.
Nadal khởi đầu như mơ với chức vô địch Úc Mở rộng. Ở bán kết, anh giành chiến thắng nghẹt thở và đẹp mắt trước tay vợt đồng hương Fernando Verdasco 6-7(4), 6-4, 7-6(2), 6-7(1), 6-4 (đây là trận đấu dài nhất trong lịch sử Australian Open với 5h14'). Trong trận chung kết Nadal đánh bại Roger Federer sau 5 set với tỉ số các set 7-5, 3-6, 7-6(3), 3-6, 6-2 để lần đầu tiên vô địch Grand Slam trên mặt sân cứng. Sau trận chung kết này thì Federer đã bật khóc trong lễ trao giải và Nadal đã động viên anh. Nadal cũng trở thành người thứ 4 sau Jimmy Connors, Mats Wilander, và Andre Agassi, giành Grand Slam trên cả ba mặt sân (Federer cũng sẽ làm được điều tương tự vài tháng sau đó). Tiếp nối thành công, Nadal giành chức vô địch tại Indian Wells, nơi anh đánh bại Andy Murray 6-1, 6-2 trong trận chung kết. Ở giải Miami Masters, anh đã thua Juan Martín del Potro ở tứ kết.
Nadal bắt đầu mùa giải sân đất nện với chức vô địch tại Monte Carlo (chung kết thắng Djokovic 6-3, 2-6, 6-1), qua đó trở thành tay vợt đầu tiên thắng một giải trong khuôn khổ ATP Master Series 5 năm liên tục. Sau đó Nadal thắng giải ATP 500 tại Barcelona (đánh bại Ferrer 6-2, 7-5 trong trận chung kết). Ở Rome Masters, Nadal tiếp tục thắng Djokovic để đăng quang lần thứ 4 tại đây. Những chiến thắng như chẻ tre này đã giúp anh là người đầu tiên có mặt tại ATP World Tour Finals dành cho 8 tay vợt hàng đầu tại các giải ATP trong năm. Tại Madrid, một giải ATP 1000 khởi động cho Pháp Mở rộng, trong trận bán kết thì anh và Novak Djokovic đã làm nên trận đấu 3 set dài nhất trong lịch sử, kết thúc với thắng lợi 3-6, 7-6(5), 7-6(9) sau 4h11'. Nhưng cũng từ đây, do lịch thi đấu dày đặc khiến Nadal tái phát chấn thương đầu gối, anh để thua Federer 6-4, 6-4 trong trận chung kết. Lần đầu tiên kể từ năm 2007, Rafael Nadal mới lại để thua Roger Federer.
Tại Pháp Mở rộng anh bất ngờ để thua tay vợt Robin Söderling 6–2, 6–7 (2), 6–4, 7–6 (2) ngay tại vòng 4. Trận đấu này cũng đã chấm dứt chuỗi trận thắng kỷ lục 31 trận của Nadal ở Pháp Mở rộng, và cũng là lần đầu tiên Nadal phải nếm mùi thất bại tại đây. Với chấn thương ở đầu gối, Nadal không thể tham dự Wimbledon 2009, qua đó đánh mất vị trí số 1 thế giới về tay Federer.
Giải đấu đầu tiên của Nadal khi trở lại sau chấn thương là Rogers Cup (thất bại ở tứ kết trước Juan Martín del Potro). Với thất bại này thì Nadal tiếp tục mất luôn vị trí thứ 2 về tay Andy Murray. Lần đầu tiên kể từ ngày 25 tháng 7 năm 2005, Nadal mới lại lọt ra khỏi Top 2 thế giới.
Ở Mỹ Mở rộng 2009, Nadal đã lọt vào đến bán kết trước khi một lần nữa để thua trước Juan Martín del Potro với tỷ số khá cách biệt là 2–6, 2–6, 2–6. Juan Martín del Potro sau đó đánh bại luôn Federer để giành ngôi vô địch. Mặc dù bại trận nhưng Nadal lấy lại được vị trí số 2 thế giới do Murray bị loại từ sớm. Tới tháng 10, anh còn lọt vào chung kết giải Thượng Hải 1000 nhưng lại để thua Nicolay Davydenko 7-6(3), 6-3. Tại ATP World Tour Finals, Nadal đã bị loại ngay từ vòng bảng sau 3 trận thua trước Soderling, Davydenko và Djokovic mà không thắng nổi set nào.
Nadal sau đó đã cùng với đội tuyển Tây Ban Nha có chức vô địch Davis Cup lần thứ 4.
Nadal kết thúc năm với vị trí số 2 thế giới.

### 2010: Hoàn tất "Grand Slam sự nghiệp" và trở lại ngôi vị số 1 thế giới.
2010 được xem là một năm hoàng kim trong sự nghiệp thi đấu của Nadal. Anh đã trở lại để giành lấy ngôi vị số 1 thế giới, và đáng chú ý hơn, hoàn tất Career Grand Slam (sưu tập 4 chức vô địch Grand Slam) và Career Golden Slam (4 chức vô địch Grand Slam và HCV Olympic).

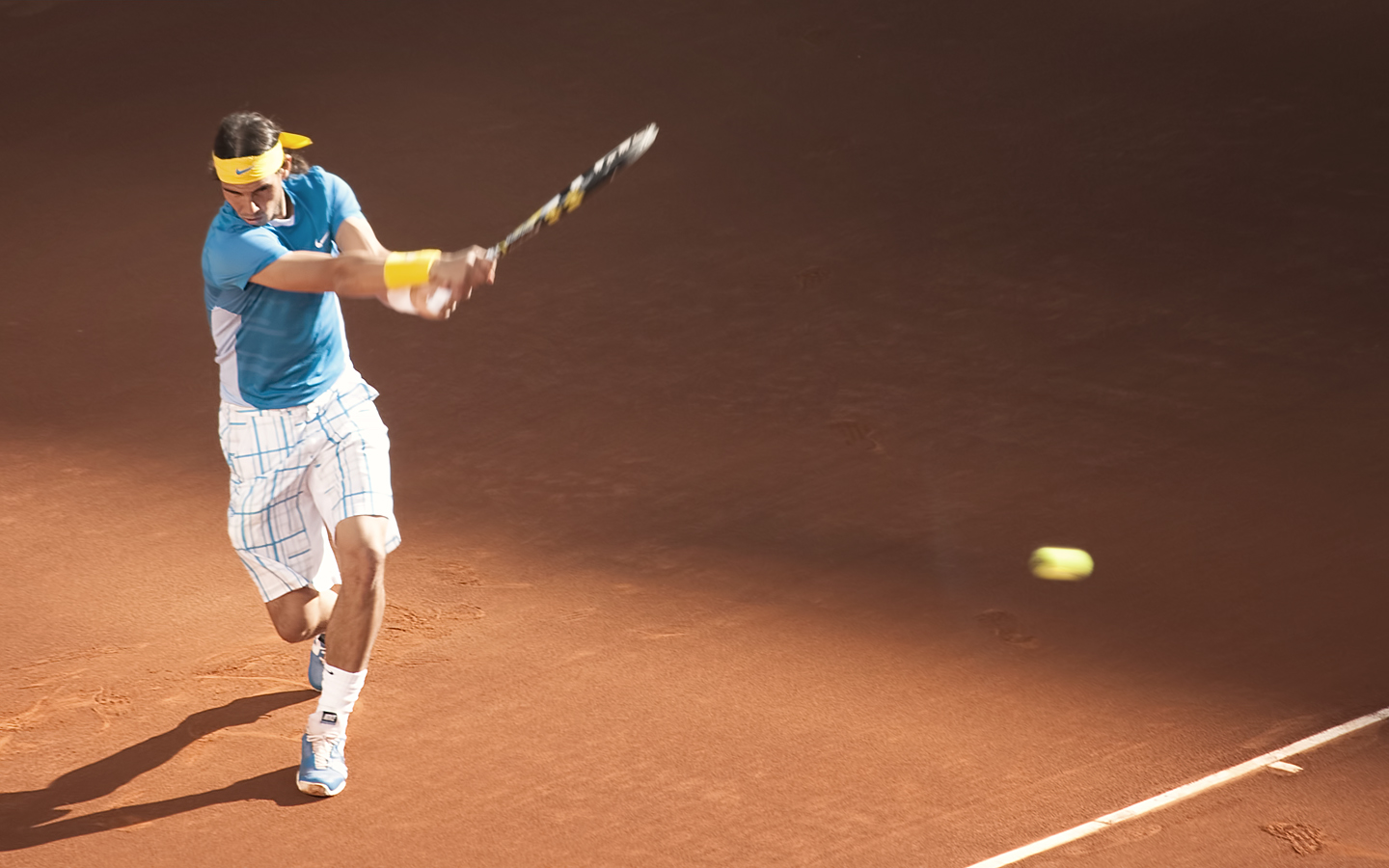
Rafael Nadal ở giải Madrid.

Nadal đã khởi đầu năm 2010 một cách khá chậm chạp, anh đã để thua Nikolay Davydenko trong trận chung kết giải Qatar Mở rộng trước khi bước vào chiến dịch bảo vệ chức vô địch Australian Open. Tuy nhiên Nadal đã bị chặn đứng ở tứ kết khi thất bại trước Andy Murray; khi tỷ số set 3 đang là 3-0 cho Murray thì Nadal phải xin dừng cuộc chơi vì chấn thương. Ngay sau đó anh tiếp tục thất bại tại 2 giải ATP World Tour 1000 tại Indian Wells và Miami, đều ở vòng bán kết (lần lượt trước Ivan Ljubičić và Andy Roddick, sau đó đều trở thành nhà vô địch). Nadal có lúc tụt xuống vị trí thứ 4 trên bảng xếp hạng ATP.
Nhưng rồi khi bước vào mùa giải đất nện, Rafa đã trở lại mạnh mẽ, anh chấm dứt 11 tháng không danh hiệu bằng thắng lợi tại Monte Carlo sau khi hạ gục người đồng hương Fernando Verdasco trong trận chung kết với tỷ số 6-0, 6-1; nước mắt đã rơi sau 11 tháng không danh hiệu nối dài với các chấn thương. Nadal trở thành tay vợt đầu tiên vô địch liên tiếp 6 lần trong một giải đấu, điều mà chưa tay vợt nào làm được. Ngay sau chức vô địch lần thứ 6 liên tiếp tại Monte Carlo, Nadal tiếp tục gặt hái thêm thành công khi vô địch giải ATP World Tour 1000 ở Rome sau khi hạ David Ferrer 7-5, 6-2 qua đó cân bằng kỉ lục 17 lần đoạt danh hiệu ATP World Tour 1000 (còn gọi là ATP Master Series) của Andre Agassi. Sau khi vô địch ở Rome, Nadal đã quyết định không tham dự giải quần vợt Barcelona, nơi anh đang có 5 lần liên tiếp vô địch, để tập trung cho Madrid Master và Roland Garros. Nadal bước vào Madrid Master với kì vọng đánh đổ kỉ lục của Agassi và trả món nợ với Federer trong trận chung kết năm 2009, và anh đã làm rất tốt khi hạ chính Federer trong trận chung kết với tỷ số 6-4, 7-6(5). Nadal chính thức trở thành ông vua của các giải Master Series với 18 lần vô địch, hơn Agassi (17 lần) và Federer (16 lần).
Với 3 chức vô địch ATP 1000 liên tiếp trên mặt sân đất nện, Nadal hướng tới Pháp Mở rộng với mục tiêu đòi lại chức vô địch từ tay Roger Federer và để khẳng định danh hiệu "Vua đất nện" của mình. Với quyết tâm rất cao Nadal đã đi thẳng một mạch tới trận chung kết và tái ngộ lại Robin Soderling, người đã hạ gục anh tại vòng 4 năm ngoái. Nếu đánh bại Soderling trong trận chung kết, Nadal cũng sẽ chính thức giành lại ngôi vị số 1 của làng banh nỉ từ tay Federer sau khi tay vợt này đã gục ngã trước chính Soderling tại tứ kết. Ngày 6 tháng 6 năm 2010, Nadal đã giành chiến thắng trước Robin Soderling trong trận chung kết với tỷ số 6-4, 6-2, 6-4 để lần thứ 5 đứng lên bục cao nhất tại Roland Garros qua 6 năm. Lần thứ hai sau năm 2008, Nadal lại vô địch Roland Garros mà không thua một set đấu nào (thậm chí là không phải đối mặt với một set point nào). Nadal đã trở lại vị trí số 1 trên bảng xếp hạng của ATP được công bố ngay sau đó, điều này đã ngăn Federer lập kỷ lục mọi thời đại về số tuần giữ ngôi số 1 thế giới (chỉ còn đúng 1 tuần nữa là thiết lập được). Thành tích vô địch 3 giải Master đất nện cộng thêm Pháp Mở rộng của Nadal được các nhà bình luận gọi là "Clay Slam".

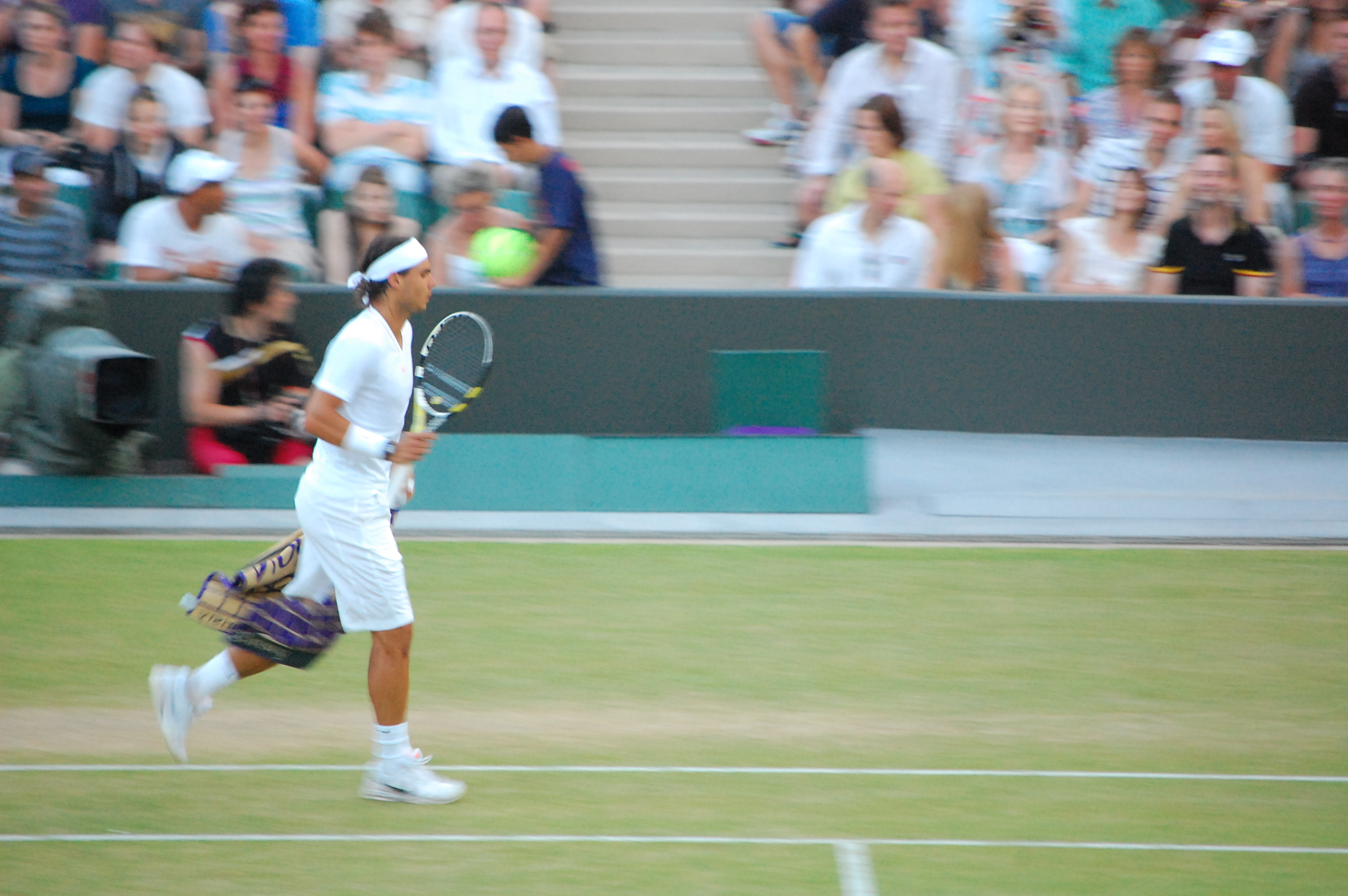
Rafael Nadal ở Wimbledon 2010.

Nadal trở lại với các sân cỏ sau khi hoàn toàn không chơi trên mặt sân này suốt 1 năm vừa qua. Tại giải đấu chuẩn bị cho Wimbledon ở Queen's Club, Nadal dừng bước ở tứ kết trước Feliciano López 6–7(5), 4–6. Sau đó anh tham gia Wimbledon và đánh bại Nishikori Kei 6–2, 6–4, 6–4 ở vòng 1 và Robin Haase 5–7, 6–2, 3–6, 6–0, 6–3 ở vòng 2. Sau trận đấu khó khăn kéo dài 5 set 6–4, 4–6, 6–7, 6–2, 6–3 trước Philipp Petzschner ở vòng 3, có một sự kiện thú vị là Nadal đã bị phạt 2000 bảng khi ban tổ chức cho rằng chú của anh là Toni Nadal đã có những chỉ đạo chiến thuật từ trên khán đài. Sau đó anh tiếp tục vượt qua Paul-Henri Mathieu ở vòng 4 và Robin Soderling ở tứ kết để gặp niềm hy vọng số một của nước chủ nhà là Andy Murray ở bán kết. Nadal đánh bại Murray 6–4, 7–6(8–6), 6–4. Trong trận chung kết, Nadal đối mặt với Tomas Berdych, người đã bất ngờ loại đương kim vô địch Federer ở tứ kết và Novak Djokovic ở bán kết. Thế nhưng hạt giống số 12 đã không thể tiếp tục gây sốc trước Nadal. Trận đấu chỉ kéo dài trong 2 tiếng 13 phút, với kết quả 6-3, 7-5, 6-4 thuộc về ông hoàng Nadal. Chiến thắng đầy thuyết phục này đã đem về cho anh danh hiệu Grand Slam thứ 8 trong sự nghiệp thi đấu.
Chuyển qua mùa giải sân cứng, như thường lệ, Nadal tham dự hai giải khởi động cho US Open là Rogers Cup và Cincinnati Masters. Ở Rogers Cup, Nadal đã gác vợt trước Andy Murray với tỷ số 6–3, 6–4 tại bán kết. Ở Cincinnati Masters, Marcos Baghdatis đã đánh bại Nadal ở tứ kết.
Ở Mỹ Mở rộng 2010, hạt giống số 1 Rafael Nadal đã thi đấu một cách hoàn hảo với sự nỗ lực đáng kể trong cú giao bóng, vốn luôn bị xem là điểm yếu của anh. Nadal đã lần lượt đánh bại Teymuraz Gabashvili, Denis Istomin, Gilles Simon, Feliciano Lopez, Fernando Verdasco, và Mikhail Youzhny mà không để mất set nào trước khi đối mặt với Djokovic ở chung kết. Ngày 14/9/2010 là ngày đi vào sự nghiệp quần vợt của "Ông vua sân đất nện". Với chiến thắng trong trận chung kết kéo dài 3h43' trước Novak Djokovic với tỷ số 6-4, 5-7, 6-4, 6-2, Nadal đã giành được Grand Slam thứ 3 liên tiếp trong cùng năm, sau Roland Garros và Wimbledon, lần đầu tiên vô địch giải Mỹ Mở rộng và trở thành người thứ 7 trong lịch sử quần vợt hoàn tất được Career Grand Slam. Nadal đã được vinh danh trong ngôi đền cùng 6 huyền thoại là Fred Perry, Don Budge, Rod Laver, Roy Emerson, Andre Agassi, và Roger Federer. Ở tuổi 24, anh cũng là người trẻ tuổi nhất trong Kỷ nguyên Mở rộng làm được điều này. Cùng với Agassi, anh là một trong hai tay vợt có được Career Golden Slam (4 chức vô địch Grand Slam và HCV Olympic).

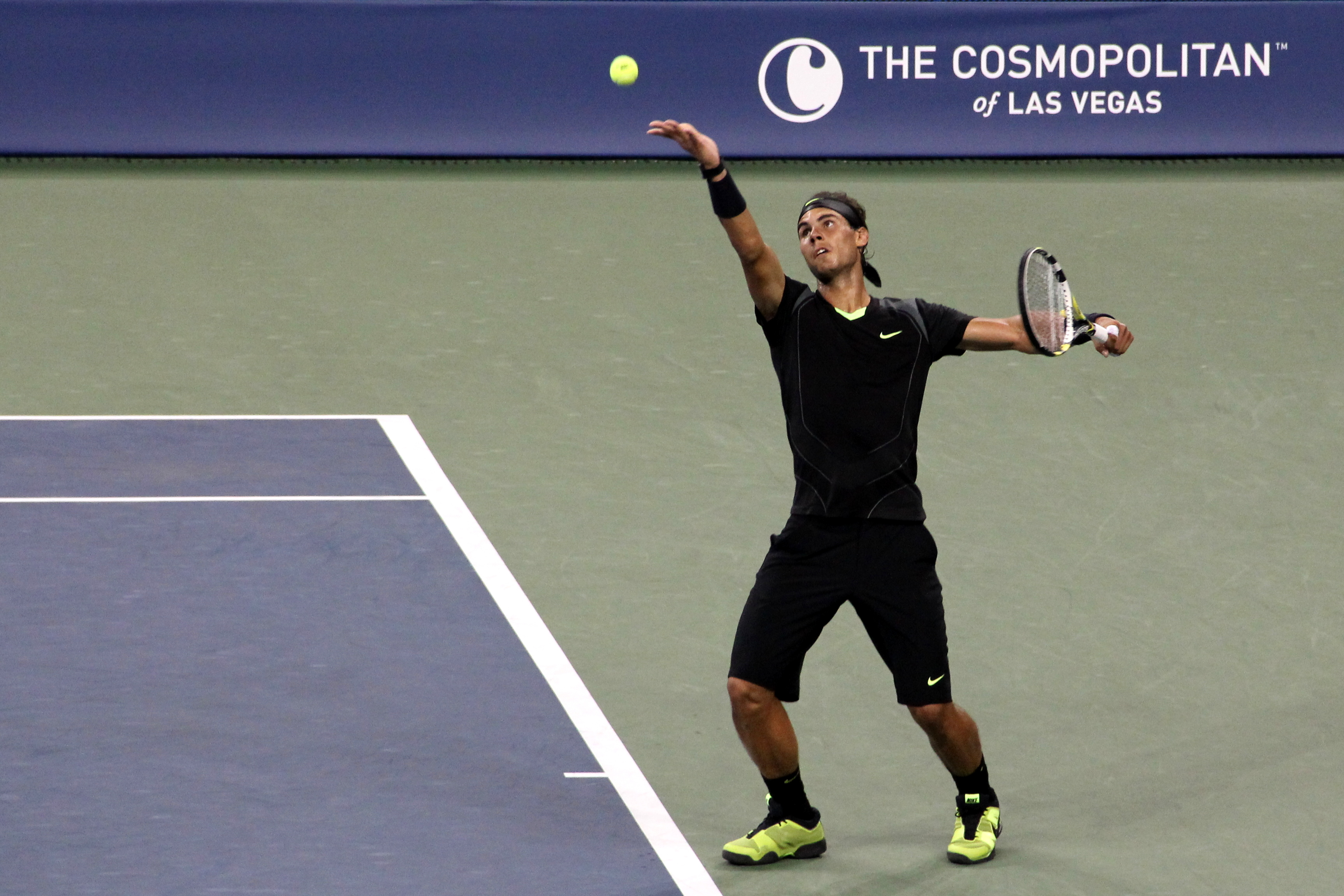
Rafael Nadal giành chức vô địch Mỹ Mở rộng 2010 để hoàn tất Career Grand Slam.

Chiến thắng ở US Open cũng giúp Nadal có được đủ điểm để chính thức đảm bảo việc sẽ kết thúc năm 2010 với vị trí số một trên bảng xếp hạng ATP. Sau US Open, Nadal tham gia vào 3 giải đấu ở châu Á, bao gồm PTT Thailand Open (vào tới bán kết trước khi để thua người đồng hương Guillermo Garcia-Lopez), Rakuten Japan Open Tennis Championships ở Tokyo (vô địch sau khi hạ Gael Monfils 6-1, 7-5) và Thượng Hải Masters (thua tay vợt hạng 12 thế giới là Jurgen Melzer ở vòng 3). Vào ngày 5 tháng 11, Nadal thông báo do chấn thương nên anh sẽ rút lui khỏi Paris Masters, giải Master cuối cùng trong năm.
Ở giải đấu cuối cùng trong năm là ATP World Tour Finals (dành cho 8 tay vợt có thứ hạng cao nhất trên bảng xếp hạng ATP), Nadal nằm chung bảng với Novak Djokovic, Thomas Berdych và Andy Roddick. Anh đã giành quyền vào bán kết sau khi toàn thắng 3 trận vòng bảng trước Roddick (3-6, 7-6(5), 6-4), Djokovic (7–5, 6–2) và Berdych (7-6(3), 6-1). Ở bán kết, anh tiếp tục vượt qua tay vợt nước chủ nhà là Murray với tỷ số 7-6(5), 3-6, 7-6(6) để lần đầu tiên lọt vào chung kết ATP World Tour Finals. Thế nhưng ở trận chung kết thì Federer đã đánh bại Nadal với tỷ số 6–3, 3–6, 6–1. Mặc dù đang có vị thế của tay vợt số một thế giới nhưng Nadal phát biểu khá khiêm tốn sau thất bại: "Chiều nay tôi đã cố gắng hết sức mình, nhưng Roger đơn giản là đã chơi tốt hơn tôi."

### 2011: Lần thứ 6 vô địch Roland Garros và chức vô địch Davis Cup cùng đội tuyển Tây Ban Nha.
Nadal bắt đầu năm 2011 bằng việc vô địch giải đấu biểu diễn ở Abu Dhabi sau khi đánh bại Federer 7–6(4), 7–6(3) trong trận chung kết. Ở giải Qatar ExxonMobil Open ATP 250, anh vào tới bán kết trước khi để thua Nikolay Davydenko 3-6, 2-6.
Tại giải Úc Mở rộng, Nadal hướng tới việc vô địch Grand Slam thứ tư liên tiếp (bốn chức vô địch liên tục này được giới truyền thông gọi là "Rafa Slam"). Tuy nhiên anh đã không làm được chuyện đó. Mặc dù có khởi đầu khá ấn tượng là không thua set nào trong bốn trận đấu đầu tiên nhưng ở tứ kết thì Nadal đã chấn thương gân khoeo và để thua dễ dàng trước người đồng hương David Ferrer 4–6, 2–6, 3–6.
Ngày 7 tháng 2 năm 2011, Nadal vinh dự được nhận giải thưởng Laureus World Sportsman of the Year lần đầu tiên trong sự nghiệp. Để đứng trên bục cao nhất, anh đã vượt qua một loạt những tên tuổi lớn của làng thể thao như Lionel Messi, Sebastian Vettel, Andres Iniesta, Kobe Bryant và Manny Pacquiao.
Sau một tháng dưỡng thương thì Nadal trở lại vào tháng 3 và giúp đội Tây Ban Nha đánh bại Bỉ trong trận đấu thuộc khuôn khổ Davis Cup. Tiếp sau đó anh tham gia hai giải Masters 1000 là BNP Paribas Open tại Indian Wells và Sony Ericsson Open tại Miami. Nadal lần lượt vượt qua Juan Martin del Potro và Roger Federer tại 2 trận bán kết. Tuy vậy, anh đã chịu thất thủ trước Novak Djokovic ở cả hai trận chung kết với các tỷ số là 6-4, 3-6, 2-6 và 6-4, 3-6, 6(3)-7.
Bắt đầu mùa giải đất nện, Nadal tham dự Monte Carlo Masters. Anh lần lượt vượt qua lão tướng Ivan Ljubicic ở tứ kết và Andy Murray ở bán kết trước khi đánh bại David Ferrer 6-4, 7-5 tại trận chung kết, qua đó bảo vệ thành công danh hiệu vô địch và trở thành người đầu tiên đoạt một danh hiệu trong khuôn khổ ATP 7 năm liên tục. Sau Monte Carlo, Nadal trở lại với Barcelona Open, giải đấu mà anh đã 5 lần thống trị (2005-2009) trước khi không tham dự vào năm ngoái. Trong trận chung kết, Nadal một lần nữa vượt qua David Ferrer với tỉ số 6-2, 6-4 để có chức vô địch thứ hai trong năm. Chiến thắng trước tay vợt Ivan Dodig ở bán kết Barcelona Open cũng đánh dấu trận thắng thứ 500 trong khuôn khổ các giải ATP của Nadal, và anh là người trẻ thứ hai trong lịch sử đạt tới cột mốc này, chỉ sau có huyền thoại Bjorn Borg.
Ở Madrid Masters, Nadal một lần nữa đánh bại Federer để vào tới trận chung kết và cũng lại để thua 7-5, 6-4 trước Djokovic. Đây đã là trận thua thứ 3 liên tiếp của Nadal trước Djokovic, và sau trận đấu Nadal đã khẳng định rằng anh không còn cơ hội bảo vệ ngôi số 1 của mình trước tay vợt người Serbia. Một tuần sau đó, Nadal tiếp tục bại trận 6-4, 6-4 trước Djokovic tại chung kết Rome Masters. Đó cũng là lần đầu tiên Nadal để thua hai trận chung kết trên mặt sân đất nện trong cùng một mùa giải.
Tại Roland Garros (Pháp Mở rộng), giải Grand Slam thứ hai trong năm, Nadal khởi đầu cực kỳ chật vật bằng chiến thắng 6-4, 6(2)-7, 6(2)-7, 6-2, 6-4 trước John Isner. Trận đấu này cũng là lần đầu tiên ở Pháp Mở rộng mà Nadal phải thi đấu tới 5 set mới có thể giành thắng lợi. Sau đó anh lần lượt vượt qua Pablo Andujar 7-5, 6-3, 7-6(4), Antonio Veic 6-1, 6-3, 6-0, và Ivan Ljubicic 7-5, 6-3, 6-3 ở 3 vòng đấu tiếp theo. Tại tứ kết, Nadal giành chiến thắng 6-4, 6-1, 7-6(3) trước Robin Soderling, tay vợt đã thua anh trong trận chung kết năm ngoái. Nadal tiếp tục vượt qua Andy Murray 6-4, 7-5, 6-4 tại bán kết để đối mặt với Roger Federer trong trận đấu cuối cùng. Tại trận chung kết, Nadal đánh bại Federer với tỉ số 7-5, 7-6(3), 5-7, 6-1 để bảo vệ thành công danh hiệu vô địch. Với chiến thắng này thì Nadal cũng đã cân bằng được kỷ lục 6 lần vô địch Roland Garros của Bjorn Borg. Tổng cộng anh đã có 10 danh hiệu Grand Slam, và là người trẻ tuổi thứ hai trong lịch sử đạt tới cột mốc này (sau Bjorn Borg). Ngoài ra, do Djokovic đã để thua trước Federer ở bán kết nên Nadal vẫn tạm thời bảo vệ được ngôi vị số 1 thế giới sau giải đấu.
Nadal tham dự giải Queen's Club và vào đến tứ kết trước khi bị Tsonga đánh bại. Ở Wimbledon, anh lần lượt vượt qua Michael Russell, Ryan Sweeting, và Gilles Müller để tiến vào vòng 4. Tại đây anh đã đánh bại Juan Martin del Potro 7-6(6), 3-6, 7-6(4), 6-4 dù gặp phải một chấn thương ở gót chân trong set đầu. Ở tứ kết, Nadal hạ Mardy Fish 6-3, 6-3, 5-7, 6-4. Anh tiếp tục đánh bại Andy Murray trong trận bán kết với tỉ số 5-7, 6-2, 6-2, 6-4. Trong trận chung kết Nadal đã để thua Novak Djokovic với tỉ số 6-4, 6-1, 1-6, 6-3, qua đó đánh mất ngôi vị số 1 thế giới vào tay tay vợt người Serbia.
Trở lại sau kỳ nghỉ ngắn ngày, Nadal không đạt phong độ cao tại hai giải Masters 1000 khi bị đánh bại bởi Ivan Dodig ngay tại vòng 2 Rogers Cup và bị Mardy Fish loại ở tứ kết Cincinnati Masters. Tuy nhiên ở giải Mỹ Mở rộng thì Nadal đã đạt phong độ thuyết phục và lần lượt chiến thắng Andrey Golubev 6-3, 7-6, 7-5, Nicolas Mahut 6-2, 6-2 (bỏ cuộc), David Nalbandian 7-6, 6-1, 7-5, Gilles Müller 7-6, 6-1, 6-2. Có một sự kiện nhỏ là sau trận đấu với Nalbandian thì Nadal đã té khỏi ghế trong cuộc họp báo vì bị chuột rút nặng. Ở tứ kết anh vượt qua Andy Roddick 6-2, 6-2, 6-3, và sau đó là chiến thắng 6-4, 6-2, 3-6, 6-2 trước Andy Murray ở bán kết. Tuy nhiên ở trận chung kết thì Nadal đã không thể bảo vệ chức vô địch trước chướng ngại vật lớn nhất của anh từ đầu năm là Novak Djokovic, với tỉ số bốn set lần lượt là 2-6, 4-6, 7-6(3), 1-6.
Ngay sau giải Mỹ Mở rộng, Nadal quay trở về Cordoba để giúp đội tuyển Tây Ban Nha vượt qua đội Pháp tại bán kết Davis Cup. Anh đã giành chiến thắng trong cả hai trận đánh đơn trước Richard Gasquet và Jo-Wilfried Tsonga.
Ở giải Nhật Bản Mở rộng, Nadal đã lọt vào chung kết và gặp tay vợt số 4 thế giới Andy Murray nhưng anh đã để thua với tỉ số 6-3, 2-6, 0-6 trước tay vợt người Scotland. Sau đó, anh tham dự giải Thượng Hải Masters, nhưng để thua Florian Mayer 6-7(5), 3-6. Thất bại này đã khiến Nadal chính thức không thể đòi lại vị tri số 1 thế giới của Novak Djokovic trong năm 2011.
Không góp mặt tại Paris Masters vì chấn thương, Nadal tới London tham dự ATP World Tour Finals. Mặc dù có thắng lợi trước Mardy Fish nhưng sau đó Nadal đã bị loại từ vòng bảng sau hai trận thua trước Roger Federer (3–6, 0–6) và Jo-Wilfried Tsonga (6–7, 6–4, 3–6)
Trong trận chung kết Davis Cup vào đầu tháng 12 giữa hai đội Tây Ban Nha và Argentina, Nadal giành thắng lợi chóng vánh 6-1, 6-1, 6-2 trước Juan Monaco trong trận mở màn. Khi tỷ số đang là 2-1 nghiêng về phía đội Tây Ban Nha sau hai ngày thi đấu đầu tiên, Nadal đã chiến thắng Juan Martin del Potro với tỷ số 1-6, 6-4, 6-1, 7-6(0) để giúp đội nhà lần thứ năm đoạt chức vô địch Davis Cup, và là lần thứ ba trong bốn năm qua.

### 2012: Lần thứ 7 vô địch Roland Garros.
Nadal bắt đầu mùa giải tại ATP Doha, nhưng anh đã bất ngờ dừng bước tại bán kết trước Gael Molfils trong 2 set. Sau đó không lâu, tại Úc Mở rộng. Nadal đã thẳng tiến vào trận chung kết để gặp Djokovic. Anh đã thua trong 5 sét với tổng thời gian thi đấu là 5 giờ 53 phút. Trận đấu tuy đã lập kỷ lục là trận chung kết Grand Slam kéo dài nhất nhưng đây là thất bại thứ 7 liên tiếp trước Djokovic trong các trận chung kết.
Tại Indian Wells và Miami Nadal thi đấu không mấy thành công, đều dừng lại tại vòng bán kết vì đầu gối tái phát chấn thương.
Bắt đầu mùa đất nện, Nadal phải bảo vệ danh hiệu tại Monte Carlo Masters. Trong trận chung kết lại đối đầu với Djokovic. Nhưng lần này Nadal đã giành thắng lợi để kết thúc chuỗi 7 trận toàn thua trước đó khi gặp Djokovic. Đây cũng là danh hiệu thứ 8 liên tiếp tại Monte Carlo của anh. Nadal tiếp tục có được danh hiệu thứ 7 tại Barcelona nhưng lại bất ngờ gục ngã trước Verdasco tại vòng 3 giải Master Madrid. Sau đó tại chung kết Rome Masters, Nadal giành thắng lợi trước Djokovic để có được danh hiệu thứ 6 tại đây sau 7 trận chung kết.
Tại Pháp Mở rộng, Nadal dễ dàng lọt vào chung kết để tranh đấu với tay vợt số 1 thế giới Novak Djokovic. Đây là trận chung kết grand slam thứ 4 liên tiếp giữa 2 người. Kết quả Nadal thắng lợi sau 4 set để xác lập kỷ lục mới 7 lần vô địch Pháp Mở rộng.
Sau thành công tại Paris, Nadal bước vào mùa sân cỏ với bao hi vọng. Thế nhưng anh lại gây sốc khi thất bại tại tứ kết giải Halle trước Philipp Kohlschreiber rồi gục ngã ngay tại vòng 2 Wimbledon trước Rosol sau 5 set.
Sau khi bị loại khỏi Wimbledon, Nadal đi kiểm tra y tế và phát hiện ra đầu gối tái phát chấn thương nghiêm trọng.
Chấn thương lần này, đã làm Nadal không thể bảo vệ được huy chương vàng Olympic và cũng không kịp hồi phục để tham dự các giải đấu còn lại trong năm như Roger Cup, Cincinnati, đặc biệt là US Open và ATP World Tour Finals. Kết thúc năm 2012 Nadal rớt xuống vị trí thứ tư của bảng xếp hạng ATP. Đây là năm đầu tiên kể từ 2005 Nadal không kết thúc năm trong top 2 thế giới.

### 2013: Hai danh hiệu Grand Slam và kết thúc năm ở vị trí số 1 thế giới.
Hai tuần trước khi tham gia giải Úc Mở rộng, Nadal đã rút khỏi giải đấu vì bị virus dạ dày. Qua đó lần đầu tiên rơi xuống vị trí thứ 5 kể từ năm 2005.
Tham gia giải đấu đầu tiên của mình ở Nam Mỹ kể từ năm 2005, Nadal trở lại ở series Golden Swing của khu vực Nam Mỹ, bắt đầu mùa giải 2013 ở giải ATP Tour 250 tại Viña del Mar, Chile Mở rộng, anh tiến tới trận chung kết mà không thua một set nào, nhưng đã bị đánh bại bởi tay vợt số 73 thế giới Horacio Zeballos.
Cũng tại giải sân cát Viña del Mar anh ta đã tham dự đánh đơn lẫn đánh đôi và trong cả hai giải này đã được vào vòng chung kết. Ở giải đánh đôi anh đã chơi cùng với tay vợt người Argentina Juan Mónaco. Đến giải ATP Tour 250 tại São Paulo, Bra-xin Mở rộng, vào ngày 17 tháng hai Nadal đã thắng tay vợt người Argentina David Nalbandian trong trận chung kết. Đây là chức vô địch đầu tiên Nadal đoạt được sau giải Pháp Mở rộng năm 2012 và cũng là chức vô địch đầu tiên của anh trong năm 2013. 
Và giải ATP Tour 500 tại Acapulco, México Mở rộng anh cũng giành chức vô địch sau khi thắng tay vợt đồng hương David Ferrer của Tây Ban Nha. Anh còn vô địch Indian Wells Masters. Một sự chuẩn bị rất kỹ càng cho mùa đất nện 2013. Nơi mà Nadal sẽ phải bảo vệ số điểm khổng lồ khi năm 2012 anh vô địch Monte Carlo Masters, Rome Masters và cả Roland Garros.
Ở giải Monte Carlo 2013 Nadal vào chung kết và gặp kỳ phùng địch thủ Djokovic với hy vọng sẽ lập nên kỷ lục 9 lần vô địch liên tiếp tại giải đấu này. Trong khi đó Djokovic là người duy nhất mà làng banh nỉ có thể hi vọng chặn đứng Nadal. Kết quả Novak Djokovic đã giành chiến thắng thuyết phục sau hai set.
Tưởng như sau thất bại này Nadal sẽ gục ngã. Nhưng bằng 1 phong độ chói sáng và tinh thần thi đấu kiên cường Rafa đã chinh phục liên tiếp các giải Barcelona Open, Mutua Madrid Open, Rome và Roland Garros. Trong đó đáng chú ý nhất là bán kết Roland Garros 2013: Nadal đã vượt qua Djokovic trong 1 trận đấu nghẹt thở sau 5 set.
Sau đó Nadal đã thua ở vòng 1 Wimbledon trong vòng 3 set đấu trước tay vợt không được xếp hạng hạt giống người Bỉ Steve Darcis (hạng 135 thế giới). Đây là lần thứ hai liên tiếp anh không thể vào đến vòng 3 của Wimbledon và cũng là lần đầu tiên anh bị loại ở vòng đấu đầu tiên của một giải Grand Slam. Nadal lại tiếp tục thăng hoa ở các giải đấu chuẩn bị cho Grand Slam cuối cùng của năm 2013 tại Rogers Cup, Cincinnati Masters và lấy lại vị trí thứ 2 từ Murray, thiết lập kỷ lục 5 masters 1000 trong 1 năm ngang bằng với Djokovic.
Tại giải Mỹ Mở rộng, Nadal tiếp tục thể hiện phong độ tuyệt vời trên mặt sân cứng khi lần lượt vượt qua các đối thủ, trước trận chung kết gặp Djokovic, Nadal chỉ để thua 1 set duy nhất trước tay vợt người Đức Philipp Kohlschreiber tại vòng 4. Trong vòng tứ kết cũng như bán kết, Nadal đều dễ dàng khuất phục Tommy Robredo cũng như Richard Gasquet để đi đến trận chung kết cũng Novak Djokovic, tay vợt đã vượt qua Stanislas Wawrinka ở trận bán kết sau 5 set đấu. Trong trận chung kết, Nadal đã giành chiến thắng 3-1 trước Djokovic (6-2, 3-6, 6-4, 6-1) để giành chức vô địch Grand Slam lần thứ 13 trong sự nghiệp. Đây cũng là lần thứ hai anh vô địch US Open, lần đầu tiên vào năm 2010.
Sau giải Mỹ Mở rộng, Nadal tham dự giải ATP Tour 500 tại Bắc Kinh, Trung Quốc với hi vọng giành lại ngôi vị số 1 thế giới. Kết quả Nadal thất bại trong trận chung kết trước Djokovic với tỷ số 3-6, 4-6, nhưng đã đủ điểm vươn lên số 1 ATP kể từ ngày 7/10/2013. Giải Masters thứ 8 trong năm Shanghai Masters tại Thượng Hải, Trung Quốc, Nadal dừng bước tại vòng bán kết trước tay vợt người Argentina: Juan Martín del Potro. Master cuối cùng trong năm, tại Paris, Nadal bất ngờ thất thủ trước tay vợt đồng hương David Ferrer, cũng tại vòng bán kết. Tại ATP world tour finals, Nadal đã xuất sắc lọt vọt vào trận chung kết gặp Djokovic, tuy nhiên thêm 1 lần nữa anh lại lỗi hẹn với danh hiệu này khi thất bại sau 2 set. Nadal cũng không quá buồn khi anh đã có một mùa giải 2013 rất thành công và kết thúc năm với vị trí số 1 thế giới.

### 2014: Lần thứ 9 vô địch Roland Garros.
Tại giải đầu tiên của năm, Nadal đã có danh hiệu tại Qatar lần đầu tiên trong sự nghiệp, sau khi đánh bại Gael Monfils trong trận chung kết trong 3 set (6-1,6-7,6-2).
Giải grand slam đầu tiên trong năm Úc Mở rộng, Nadal đã vào đến trận chung kết. Nhưng rất tiếc đã thất bại trước một Stanislas Wawarinka đang có phong độ đỉnh cao.
Sau vài tuần nghỉ ngơi và đang trong quá trình phục hồi chấn thương lưng trong trận chung kết Úc Mở rộng, Nadal vẫn tham dự giải đấu ATP 500 lần đầu tiên tổ chức tại Rio Brazil. Kết quả Nadal đã vô địch để có được danh hiệu thứ 62 sự nghiệp, sau khi đánh bại Dolgopolov tại chung kết.
Tham dự Master series đầu tiên trong năm ở Indian Wells Masters, Nadal có nhiệm vụ phải bảo vệ danh hiệu vô địch nhưng rơi vào nhánh đấu vô cùng khó khăn nên đã bị loại ngay vòng 3 bởi Dolgobolov. Giải Master tiếp theo tại Miami, Hoa Kỳ. Nadal lọt vào chung kết gặp Djokovic nhưng lại thất bại chóng vánh sau 2 set. Vậy là Nadal vẫn chưa thể có được danh hiệu tại Miami sau 4 lần vào chung kết.
Bắt đầu mùa giải đất nện, Nadal lại tiếp tục thi đấu thất vọng khi thất bại ở tứ kết ở cả hai giải đấu ưa thích là Monte Carlo và Barcelona. Sau đó, Nadal đã vô địch ở giải đấu Madrid Open sau khi Nishikori Kei đã bỏ cuộc ở set thứ 3. Tại giải Rome Master, Nadal vào chung kết lại gặp Djokovic và đã thua đại kình địch trong 3 set. Báo hiệu ngai vàng tại Roland Garros lung lay hơn bao giờ hết. Tuy nhiên, ngày 8 tháng 6 năm 2014, Nadal đã đánh bại Djokovic trong trận chung kết đơn Nam của Pháp Mở rộng để giành danh hiệu thứ 9 và cũng là danh hiệu thứ 5 liên tiếp tại Roland Garros sau chiến thắng (3-6, 7-5, 6-2, 6-4). Với chức vô địch tại Roland Garros, Nadal đã cân bằng thành tích vô địch Grand Slam 14 lần của huyền thoại Pete Sampras, đứng thứ 2 sau tay vợt người Thụy Sĩ Roger Federer.
Bước vào mùa giải sân cỏ, Nadal đã có màn khởi động không thành công khi thua ngay ở vòng 2 giải đấu Halle Open. Tại Wimbledon, Nadal đã bị loại ở vòng 4 trước tài năng trẻ Nick Kyrgios của Australia, cùng với việc Novak Djokovic có danh hiệu thứ 2 tại Wimbledon, Nadal đã để mất ngôi vị số 1 thế giới vào tay của đại kình địch sau khi giải đấu kết thúc.
Nadal rút lui khỏi mùa giải sân cứng Bắc Mỹ vì chấn thương cổ tay. Chuyển sang Tour Châu Á, Nadal trở lại ở giải Bắc Kinh nhưng lại bất ngờ bị loại ở tứ kết trước Martin Klizan. Tại giải Thượng Hải Master, Nadal tiếp tục dừng bước ngay ở trận đấu đầu tiên khi để thua tay vợt đồng hương Feliciano Lopez. Tham dự giải đấu cuối cùng trong mùa giải: Basel Open, Nadal đi đến tứ kết nhưng tiếp tục nhận thất bại trước tay vợt trẻ Borna Coric.
Nadal quyết định không tham dự World Tour Final để tiến hành phẫu thuật dứt điểm chứng viêm ruột thừa. Qua đó kết thúc năm ở vị trí số 3 thế giới, sau Djokovic và Federer.

### 2015: Sa sút phong độ.
Năm 2015 đánh dấu bước ngoặt xuống dốc của Nadal, anh khởi đầu bằng trận thua Berrer tại giải Doha Open. Ở giải Grand Slam đầu năm Australian Open, Nadal vào tứ kết nhưng để thua trước Tomas Berdych. Tiếp tục anh bị loại ở tứ kết Rio open tại Barxin trên mặt sân đất nện sở trường, sau đó anh vô địch giải nhỏ ATP 250 ở Argentina. Phong độ tệ hại của Nadal nối tiếp đến hai giải Master 1000 sân cứng tại Mỹ là Indian Well và Miami Master anh đều bị loại sớm, lần lượt trước Raonic và Verdasco.
Bước vào mùa giải trên sân đất nện, anh bị loại ở bán kết Monte Carlo bởi tay vợt số 1 thế giới Djokovic, tiếp tục anh bị Fognini loại ở tứ kết Barcelona open 500, anh tham dự Madrid Master với tư cách là đương kim vô địch và hy vọng tràn trề về cơ hội bảo vệ thành công chức vô địch do tay vợt số 1 thế giới là Djokovic không tham dự tuy nhiên trong trận chung kết anh đã thua Andy Murray người trước đó chưa thắng anh lấy nổi một lần trên sân đất nện và toàn thua trong hai năm gần nhất, tiếp giải Madrid anh đến giải Rome Master anh bị Wawrinka loại ở tứ kết, như vậy anh không thể dành bất cứ danh hiệu nào của các giải sân đất nện trước thềm Roland garros điều chưa từng xảy ra trong vòng 10 năm trước đó. Nadal tham dự giải Pháp Mở rộng với sự hoài nghi về phong độ và kết quả bốc thăm phân nhánh đen đủi do phải đụng Djokovic ở tứ kết, trong trận tứ kết anh đã thua tâm phục 5-7; 3-6; 1-6 chính thức nói lời chia tay Roland Garros, giải đấu mà anh đã vô địch 9 lần trong 10 năm. Thất bại trước Novak Djokovic là trận thua thứ hai của Nadal tại Roland Garros, sau khi để thua Soderling vào năm 2009 tại vòng 4. Sau giải đấu Nadal rơi xuống vị trí số 10 thế giới, vị trí thấp nhất của anh kể từ năm 2005.
Nối tiếp phong đô thảm hại, Nadal đã để thua Dustin Brown một tay vợt không tên tuổi đang đứng ngoài top 100 ATP tại vòng 2 Wimbledon 2015, anh tham dự và vô địch giải ATP 500 trên mặt sân đất nện tại Hamburg sau khi đánh bại tay vợt người Italia Fabio Fognini sau hai set với các tỷ số 7-5, 7-5.
Khởi động mùa giải sân cứng Bắc Mỹ 2015, Nadal tiếp tục gây thất vọng khi bị loại sớm ở cả hai giải Master 1000. Đến giải Grand Slam cuối cùng trong năm, Mỹ Mở Rộng, anh bị loại bởi Fognini tại vòng 3 sau khi dẫn trước đến 2-0 sau hai set đầu tiên. Đây là lần đầu tiên Nadal không vào nổi tứ kết của 1 giải Grand Slam sân cứng kể từ năm 2007, cũng là lần đầu tiên anh để tuột chiến thắng ở 1 trận đấu GS sau khi dẫn trước 2-0.
Chuyển sang Tour Châu Á. Nadal vào chung kết giải Bắc Kinh nhưng phải chịu khuất phục trước một Djokovic quá mạnh. Tiếp tục anh bị Tsonga loại tại bán kết giải quần vợt Master Thượng Hải, anh cũng bị loại sớm tại giải Paris Master nhưng vào được bán kết giải ATP Word tour Fianal dành cho 08 tay vợt xuất sắc nhất năm trước khi bị Djokovic vùi dập với tỷ số 6-3; 6-3.
Anh kết thúc năm với vị trí số 5 và không giành được bất cứ giải Grand Slam hay Master 1000 nào, điều chưa từng xảy ra trong 10 năm trước đó.

### 2016: Chức vô địch Master 1000 thứ 28 và huy chương vàng Olympic lần thứ hai.
Tại giải đấu đầu tiên của năm Doha Open. Nadal vào đến chung kết nhưng để thua một cách chóng vánh trước Djokovic.
Tại Úc Mở rộng, Nadal đã bị bại trận trong vòng 5 set bởi đồng hương Fernando Verdasco ở vòng đấu đầu tiên.
Nadal tham dự 2 giải đấu đất nện tại Nam Mỹ, dù trên mặt sân sở trường, Nadal tiếp tục thi đấu thất vọng khi lần lượt để thua tại bán kết trước Thiem và Cuevas. Tại 2 giải Master 1000 đầu tiên trong năm, phong độ của Nadal cải thiện đôi chút khi vào đến bán kết ở Indian Wells và để thua trước Djokovic.
Vào tháng Tư, anh đã giành được danh hiệu Master 1000 thứ 28 tại Monte Carlo sau khi chiến thắng Monfils ở trận chung kết. Đây là danh hiệu lớn đầu tiên của anh sau gần 2 năm kể từ sau Roland Garros 2014. Anh tiếp tục giành được ATP 500 lần thứ 17 ở Barcelona,đây là danh hiệu sân đất nện thứ 49 của anh, giúp anh sánh ngang với Guillermo Vilas là cầu thủ có nhiều danh hiệu đất nện nhất trong kỷ nguyên mở. Nadal tiếp tục mùa giải sân đất nện ở Madrid, nơi ông đánh bại Andrey Kuznetsov, Querrey và Sousa trước khi bị đánh bại bởi Murray trong trận bán kết. Đây là lần thứ hai Murray giành chiến thắng trên sân đất nện trước Nadal, trận đầu tiên vào năm 2015 tại Madrid. Trong tuần tiếp theo, Nadal chơi tại Rome Masters, nơi anh lọt vào tứ kết và bị loại bởi Djokovic.
Sau khi Federer rút lui do chấn thương, Nadal được xếp hạng hạt giống số 4 tại Roland Garros.  Vào ngày 26 tháng 5, anh trở thành cầu thủ thứ tám trong lịch sử tennis ghi 200 trận thắng Grand Slam, khi anh đánh bại Facundo Bagnis trong trận lượt về vòng 2 của Roland Garros. Tuy nhiên, Nadal đã phải rút lui khỏi giải đấu do chấn thương cổ tay trái mà anh phải chịu đựng.Vào ngày 9 tháng 6, Nadal thông báo rằng chấn thương cổ tay khiến anh phải bỏ giải Grand Slam Wimbledon và cần thêm thời gian để chữa bệnh. Tại Thế vận hội Rio 2016, anh cùng với Marc Lopez giành huy chương vàng trong sự kiện đôi nam của Tây Ban Nha sau khi đánh bại Florin Mergea và Horia Tecau của đội tuyển Rumani.  Điều này làm cho Nadal là người thứ hai trong kỷ nguyên mở giành được huy chương vàng ở cả hai nội dung đánh đơn và đánh đôi.
Tại giải Giải quần vợt Mỹ Mở rộng 2016, Nadal thi đấu dưới tư cách hạt giống số 4, anh lọt vào vòng 4 nhưng đã bị đánh bại bởi hạt giống số 24 Lucas Pouille trong 5 set.
Nadal tiếp tục mùa giải ở Thượng Hải Master nhưng bị loại ngay từ vòng đấu đầu tiên. Sau khi giải đấu kết thúc, Nadal quyết định không tham dự phần còn lại của mùa giải để điều trị dứt điểm chấn thương cổ tay. Nadal kết thúc năm ở vị trí số 9, vị trí thấp nhất của năm kể từ năm 2005.

### 2017: Sự hồi sinh mạnh mẽ với 2 danh hiệu Grand Slam và kết thúc năm ở vị trí số 1 thế giới.
Nadal bắt đầu mùa giải 2017 tại giải Brisbane, vào đến vòng tứ kết trước khi thua Milos Raonic sau ba sét. Nadal bắt đầu giải Grand Slam đầu tiên của năm, lần lượt vượt qua Florian Mayer và Marcos Baghdatis, Alexander Zverev, Mischa và Gael Monfils. Nadal đã đánh bại Raonic tại tứ kết và Grigor Dimitrov tại bán kết. Ở trận chung kết, anh thất bại trước kình địch Roger Federer sau 5 set đấu căng thẳng.
Nadal đã lọt vào trận chung kết của Acapulco mà không để thua một set nào, ở trận chung kết anh đã để thua Sam Querrey. Nadal tiếp tục thua Roger Federer ở vòng 4 Indian Wells Masters. Tại giải Miami Masters, Nadal lần thứ 5 lọt vào chung kết nhưng tiếp tục gục ngã trước Federer. Đây cũng là lần đầu tiên trong sự nghiệp anh thua Federer 4 trận liên tiếp.
Khởi động mùa giải đất nện châu Âu tại Monte Carlo, Nadal đã đoạt danh hiệu Masters thứ 29; đây là danh hiệu thứ 10 của Nadal tại Monte Carlo. Nadal đã giành danh hiệu Barcelona Open lần thứ 10 mà không để thua một set nào. Nadal vô địch Madrid Masters san bằng kỷ lục 30 danh hiệu Masters của Novak Djokovic. Tại giải Rome Master, Nadal đã để thua Dominic Thiem ở tứ kết. Nadal tiếp tục giành chức vô địch Pháp Mở rộng lần thứ 10 mà không thua một set nào, đây là chức vô địch Grand Slams đầu tiên kể từ năm 2014, chấm dứt 3 năm không vô địch Grand Slams. Thành tích "La Décima" ("thứ mười" bằng tiếng Tây Ban Nha) đã đưa Nadal trở thành người đầu tiên trong kỷ nguyên mở vô địch 10 giải Grand Slam. Nadal vượt qua Pete Sampras và đứng độc tôn ở vị trí thứ hai trong danh sách những tay vợt nam vô địch nhiều Grand Slam nhất. Với chức vô địch Roland Garros 2017, Nadal trở thành tay vợt thứ 3 trong kỷ nguyên mở vô địch được Grand Slam ở 3 độ tuổi teen, 20s và 30s (cùng với Ken Rosewall Và Pete Sampras).
Bước sang mùa giải sân cỏ, Nadal đi đến vòng 4 giải quần vợt Wimbledon nhưng để thua một cách khá đáng tiếc trước Gilles Muller sau 5 set.
Tại mùa giải sân cứng Bắc Mỹ 2017, Nadal khởi động không mấy suôn sẻ khi đều bị loại sớm ở cả hai giải Master 1000 là Montreal và Cincinnati. Tuy nhiên ngay sau đó Nadal đã giành thêm danh hiệu Mỹ mở rộng sau chiến thắng trước Kevin Anderson. Đây là lần đầu tiên từ năm 2013 anh giành được 2 danh hiệu Grand Slam trong cùng một năm và lần thứ 2 kể từ năm 2010. Anh tiếp tục chiến thắng trước Nick Kyrgios tại China Open để có thêm một danh hiệu ATP trong sự nghiệp. Tại giải Thượng Hải Nadal vào chung kết nhưng lại một lần nữa để thua trước Federer.
Sau chiến thắng trước Hyeon Chung tại vòng 2 Paris Master, Nadal chính thức giành được vị trí tay vợt xuất sắc của năm. Đây là lần thứ 4 anh đạt được danh hiệu này trong sự nghiệp, cân bằng thành tích của Novak Djokovic, Ivan Lendl và John McEnroe, đứng sau Pete Sampras (6 lần), Roger Federer và Jimmy Connors (5 lần). Nadal tiếp tục thi đấu ở giải Atp Final cuối cùng trong năm, nhưng sau trận ra quân ko thành công Nadal phải rút lui vì chấn thương.

### 2018: Danh hiệu Masters thứ 33, trận thắng thứ 400 trên sân đất nện, vô địch giải Pháp mở rộng lần thứ 11 và chấn thương.
Nadal bắt đầu mùa giải 2018 tại giải Kooyong Classic và để thua ngay tại vòng 1 trước Richard Gasquet, sau đó anh tham dự giải Tie Break Tens và để thua Tomáš Berdych trong trận chung kết. Tại Úc mở rộng 2018, sau các chiến thắng trước Víctor Estrella Burgos, Leonardo Mayer, Damir Džumhur và Diego Schwartzman, anh lọt vào tứ kết gặp Marin Čilić, tuy nhiên anh đã phải bỏ cuộc sau khi tái phát chấn thương.
Nadal không thi đấu tại 2 giải Master 1000 đầu năm để điều trị chấn thương. Qua đó mất ngôi vị số 1 thế giới vào tay của Roger Federer.
Tại Monte Carlo Masters, Nadal đã bảo vệ thành công danh hiệu của mình và giành được danh hiệu Masters 1000 lần thứ 31 trong sự nghiệp qua đó và trở thành tay vợt có số danh hiệu Masters 1000 nhiều nhất trong lịch sử quần vợt. Đây cũng là danh hiệu thứ 11 của Nadal ở Monte Carlo. Nadal thắng ở Monte Carlo mà không để thua một set nào, đánh bại Kei Nishikori trong trận chung kết với tỉ số 6-3,6-2  Nadal tiếp tục giành danh hiệu thứ 11 của mình tại Barcelona Open và lập kỷ lục thắng 46 set thắng liên tiếp trên mặt sân đất nện. Nadal cũng trở thành trở thành tay vợt duy nhất có được 400 chiến thắng trong sự nghiệp trên cả mặt sân đất nện lẫn mặt sân cứng.
Một điều đáng tiếc là Nadal đã không thể bảo vệ thành công chức vô địch trên quê nhà khi thất bại ở tứ kết trước tay vợt Thiem. Với kết quả bất ngờ trên Nadal chỉ có thể giữ được kỉ lục 50 sét thắng liên tiếp và đồng thời mất luôn vị trí số 1 về tay Federer.
Nhưng chỉ một tuần sau đó Nadal đã vô địch Rome Master (đây là lần thứ 10 Nadal lọt vào trận chung kết). Trên con đường vào trận chung kết Nadal đã vượt qua Djokovic để rút ngắn tỷ số đối đầu giữa 2 tay vợt là 25-26. Với chức vô địch lần thứ 8 tại đây Nadal đã rất xuất sắc để đòi lại vị trí số 1 từ chính đại kình địch Federer.
Tại giải Pháp mở rộng, Nadal lần lượt vượt qua các đối thủ và vào chơi trận chung kết tại giải này lần thứ 11 và một lần nữa lên ngôi vô địch khi đánh bại Dominic Thiem 6-4 6-3 6-2 trong trận chung kết, nâng tổng số Grand Slam của anh lên 17.
Tại Wimbledon, Nadal đã chơi tuyệt vời khi vào tới bán kết trước khi bị đánh bại bởi kình địch Novak Djokovic trong trận đấu kinh điển sau 5 set 3-6,6-3,6-7,6-3,8-10.
Tại mùa giải Bắc mỹ,Nadal đánh bại Tsitsipas và đoạt master thứ 33 trong sự nghiệp. Tuy nhiên ở giải Mỹ mở rộng anh đã bị chấn thương và phải bỏ cuộc trong trận bán kết với Del Potro.
Chấn thương đã khiến Nadal nghỉ phần còn lại của mùa giải và đánh mất ngôi số 1 thế giới vào tay Novak Djokovic. Nadal có lần thứ 6 trong sự nghiệp kết thúc năm ở vị trí số 2 thế giới.

### 2019: Lần thứ 5 vào chung kết Australian Open, vô địch Pháp Mở rộng lần thứ 12 và vô địch Mỹ mở rộng lần thứ 4.
Nadal bắt đầu mùa giải 2019 bằng việc tham dự giải Brisbane International, nhưng trước trận đấu đầu tiên Nadal đã phải xin rút lui vì bị chấn thương.
Tiếp đó, Nadal tham dự Úc mở rộng và được xếp hạt giống số 2. Lần lượt vượt qua các đối thủ James Duckworth, Matthew Ebden, Alex de Minaur, Tomáš Berdych, đánh bại Frances Tiafoe ở tứ kết và bán kết là Stefanos Tsitsipas. Qua đó lần thứ 5 lọt vào trận chung kết Grand Slam trong năm. Nhưng giống như 3 lần trước lọt vào chung kết Úc mở rộng 2012, 2014 và 2017 (Nadal chỉ giành được chiếc cúp ở Úc mở rộng vào năm 2009 và tính đến thời điểm hiện tại nó vẫn đang là duy nhất, Nadal lại thất bại trước tay vợt đang có phong độ tốt và hiện là tay vợt số 1 thế giới Novak Djokovic.
Tiếp tực đến với Mexico Open nơi mà Nadal đã dễ dàng vượt qua vòng 1 nhưng khi chạm trán Nick Kyrgios ở vòng 2 thì Nadal đã để thua sau 3 sét mặc dù anh đã có 3 cơ hội dành chiến thắng.
Trở lại giải Indian Well sau khi không tham dự giải vào năm 2018, Nadal đã lần lượt vượt qua các đối thủ và gặp Federer ở bán kết. Nadal phải huỷ trận đấu do tái phát chấn thương.
Chuyển sang mùa giải sân đất nện Châu Âu. Nadal có sự khởi đầu không mấy khả quan khi đều bị loại tại bán kết ở Monte Carlo, Barcelona và Madrid. Tuy nhiên tại giải Rome Master 1000 ngay sau đó, Nadal đã có danh hiệu đầu tiên trong năm, lập kỷ lục 34 chức vô địch Master 1000 khi đánh bại Djokovic trong trận chung kết. Bước vào Roland Garros, Nadal đã vào chung kết sau khi để thua 1 set đấu trước David Goffin (trong đó có chiến thắng thuyết phục trước Federer ở bán kết). Tại trận chung kết Nadal đã gặp lại Dominic Thiem, qua đó tái đấu lại trận chung kết năm ngoái. Nadal tiếp tục khiến Dominic Thiem phải ôm hận khi đánh bại anh sau 4 set đấu với các chỉ số 6-3, 5-7, 6-1, 6-1. Với chức vô địch Roland Garros thứ 12 trong sự nghiệp, Nadal nâng tổng số danh hiệu GS của mình lên con số 18.
Tại giải Wimbledon, Grand Slam thứ 3 trong năm, Nadal lại một lần nữa đi tới trận bán kết nhưng để thua trước Federer, đây là lần đầu tiên Nadal và Federer gặp nhau ở Wimbledon sau trận chung kết năm 2008 lịch sử.
Bước sang mùa giải sân cứng Bắc Mỹ. Nadal có chức vô địch Masters 1000 thứ 35 trong sự nghiệp sau khi đánh bại Medvedev trong trận chung kết. Đây cũng là lần đầu tiên trong sự nghiệp Nadal bảo vệ thành công một chức vô địch ngoài mặt sân sở trường. Nadal rút lui khỏi Cincinnati năm thứ 2 liên tiếp để chuẩn bị cho giải Grand slam cuối cùng trong năm. Tại Mỹ Mở Rộng 2019, Nadal đã có chức vô địch Grand Slam thứ 19 trong sự nghiệp của mình sau khi chiến thắng Medvedev trong một trận chung kết kéo dài 5 set. Qua đó đánh dấu lần thứ 4 đăng quang tại Mỹ Mở Rộng. Đây cũng là năm thứ 5 Nadal vô địch nhiều hơn 1 Grand Slam trong một mùa giải.
Nadal quyết định không tham dự tour thi đấu Châu Á để chuẩn bị tổ chức đám cưới với người bạn gái lâu năm Xisca. Nadal trở lại ở giải Master cuối cùng trong năm tại Paris nhưng phải bỏ cuộc ở trận bán kết vì chấn thương bụng. Tuy nhiên sau giải đấu Nadal đã quay lại vị trí số 1 thế giới do Djokovic bị loại sớm ở giải Thượng Hải.
Nadal tham dự giải đấu cuối cùng trong năm ATP Final với mục tiêu bảo vệ ngôi vị số 1 thế giới trước Djokovic. Sau khi để thua trận mở màn trước Zverev, Nadal đã có một màn lội ngược dòng không tưởng trước Medvedev trong trận vòng bảng thứ 2. Nadal tiếp tục thăng hoa khi thắng Tsitsipas trong trận vòng bảng cuối cùng. Đáng tiếc cho anh chừng đó vẫn là không đủ để Nadal vào bán kết. Tuy nhiên, cùng với việc Djokovic không thể vượt qua được vòng bảng, Nadal đã có lần thứ 5 kết thúc năm ở vị trí số 1 thế giới, qua đó thiết lập hàng loạt kỷ lục, trong đó có kỷ lục là tay vợt nhiều tuổi nhất kết thúc năm ở số 1 với 33 tuổi.
Nadal khép lại năm 2019 rực rỡ của mình khi anh cùng với đội tuyển Tây Ban Nha vô địch Davis Cup. Nadal toàn thắng cả tám trận đấu mà mình tham dự (bao gồm cả hai nội dung đánh đơn và đánh đôi), qua đó nhận giải tay vợt xuất sắc nhất Davis Cup năm nay.

### 2020: Chung kết ATP Cup, lần thứ 13 vô địch Pháp Mở Rộng.
Nadal bắt đầu mùa giải 2020 của mình tại ATP Cup và đưa đội tuyển Tây Ban Nha lọt vào trận chung kết nơi họ thua đội tuyển Serbia. Nadal sau đó thi đấu tại Úc mở rộng 2020 và giành chiến thắng ba trận đầu tiên của mình trước Hugo Dellien, Federico Delbonis và Pablo Carreño Busta. Ở vòng thứ tư, anh đánh bại Nick Kyrgios sau bốn set và lọt vào tứ kết, nơi anh thua Dominic Thiem sau bốn set. Cùng với việc Djokovic bảo vệ được ngôi vô địch Úc Mở Rộng, Nadal mất vị trí số 1 thế giới vào tay của đại kình địch. Sau đó, Nadal tiếp tục giành danh hiệu Mexico Open thứ ba, anh đánh bại Taylor Fritz trong trận chung kết.
Nadal đã quyết định không tham dự các giải đấu ở mùa giải sân cứng Bắc Mỹ để dồn sức cho chiến dịch chinh phục GS thứ 20 của mình tại mặt sân sở trường. Trở lại tennis sau 6 tháng các giải đấu bị gián đoạn vì đại dịch Covid-19, Nadal tham dự giải đấu đầu tiên của mình ở Rome Master nhưng không thể bảo vệ được chức vô địch khi thất bại chóng vánh trước Diego Schwartzman ở tứ kết. Bước vào Roland Garros, Nadal đi thẳng 1 mạch đến trận chung kết tái ngộ cùng Djokovic (trên đường đi anh đã trả món nợ với Diego Schwartzman bằng một chiến thắng 3-0 ở trận bán kết). Tại trận chung kết Roland Garros 2020, Nadal dễ dàng đánh bại Djokovic với các tỷ số 6-0, 6-2, 7-5 để lần thứ 13 đăng quang tại Roland Garros, qua đó cân bằng kỷ lục 20 danh hiệu Grand Slam với Roger Federer. Đây cũng là lần thứ 4 trong sự nghiệp Nadal vô địch Roland Garros mà không để thua một set đấu nào, sau các năm 2008, 2010 và 2017. Chiến thắng trước Novak Djokovic cũng là trận thắng thứ 100 của Nadal ở Roland Garros, nâng tổng thành tích của anh lên 100-2. Ngoài ra Nadal cũng lập kỷ lục khi vô địch được 6 danh hiệu Grand Slam khi đã ngoài 30 tuổi (Con số này của Djokovic và Federer lần lượt là 5 và 4).
Những phản ứng khác nhau của 3 tay vợt hàng đầu thế giới là Rafael Nadal Lưu trữ ngày 12 tháng 10 năm 2020 tại Wayback Machine, Roger Federer và Novak Djokovic sau chung kết Pháp mở rộng nói lên rất nhiều điều.
Federer chúc mừng Nadal nhiệt liệt sau chức vô địch Pháp mở rộng 2020, danh hiệu Grand Slam thứ 20 trong sự nghiệp của tay vợt người Tây Ban Nha.
Nadal và Federer giữ kỷ lục nhiều lần vô địch Grand Slam nhất trong lịch sử quần vợt thế giới.

### 2021: Chức vô địch Rome Master thứ 10 và chấn thương.
Tại  Úc mở rộng 2021, Nadal đã để thua tay vợt số 5 thế giới Stefanos Tsitsipas ở tứ kết, dù thắng hai set trước. Đây là lần thứ hai Nadal thua một trận Grand Slam sau khi dẫn hai set.
Tiếp theo tại mùa giải đất nện, Nadal chơi tại Monte Carlo Masters và đánh bại Federico Delbonis và Grigor Dimitrov trong các set liên tiếp để vào tứ kết gặp Andrey Rublev anh thua trong 3 set. Vào ngày 25 tháng 4, Nadal đã giành được danh hiệu vô địch Barcelona Open lần thứ 12 kéo dài kỷ lục với chiến thắng ba set trước Stefanos Tsitsipas trong trận chung kết dài 3 giờ 38 phút, đây là trận chung kết ATP Tour dài nhất trong ba set kể từ khi số liệu thống kê bắt đầu được theo dõi vào năm 1991. Vào tháng 5 Nadal tiếp tục lọt vào tứ kết tại Madrid Open và giành danh hiệu Rome Masters lần thứ 10 sau khi đánh bại Novak Djokovic trong trận chung kết, kéo dài kỷ lục của chính mình. Bước vào Roland Garros, Nadal nhập cuộc với tư cách là ứng cử viên nặng ký tìm cách trở thành người đầu tiên vô địch 21 Grand Slams. Anh vào đến bán kết sau các chiến thắng trước Jannik Sinner và Diego Schwartzman, nơi anh chạm trán với Novak Djokovic trong trận tái đấu của trận chung kết năm trước. Ở đó, Nadal đã thua thất vọng trước nhà vô địch Roland Garros 2021 Djokovic trong bốn set, đây là trận thua thứ ba của Nadal tại Roland Garros. Sau trận thua, Nadal rút lui khỏi cả Wimbledon và Thế vận hội.
Nadal đã trở lại thi đấu tại Citi Open 2021, tiết lộ rằng lần rút lui gần đây của anh thực sự là do chấn thương chân trái tái phát trở lại tại giải Roland Garros 2021. Nadal đánh bại Jack Sock trước khi bị Lloyd Harris loại ở vòng 3. Sau đó, Nadal dự kiến bảo vệ danh hiệu của mình tại Rogers Cup, nhưng đã rút lui khỏi giải đấu trước trận đấu đầu tiên của mình với lý do chấn thương bàn chân. Anh cũng rút khỏi Cincinnati Masters.Vào ngày 20 tháng 8 năm 2021, chỉ 10 ngày trước khi diễn ra US Open 2021, Nadal tuyên bố sẽ kết thúc mùa giải do vấn đề ở bàn chân trái đã gây khó khăn cho anh ấy trong hầu hết năm 2021.Nadal kết thúc năm ở vị trí thứ 6.
Nadal trở lại sân đấu vào ngày 17 tháng 12 năm 2021, tại giải đấu triển lãm Mubadala ở Abu Dhabi. Nadal thua Andy Murray ở bán kết ,trong tranh hạng ba, anh thua Denis Shapovalov trong ba set.

### 2022: Danh hiệu Úc mở rộng thứ 2 và danh hiệu Grand Slams thứ 21
Vào tháng Giêng, Nadal đã giành được danh hiệu đơn ATP thứ 89 tại Melbourne Summer Set 1 sau khi đánh bại tay vợt Maxime Cressy trong trận chung kết. Sau chiến thắng trước Karen Khachanov, Denis Shapovalov và Matteo Berrettini, Nadal đã giành được danh hiệu Úc mở rộng thứ hai và danh hiệu Grand Slam thứ 21 khi đánh bại Daniil Medvedev trong trận chung kết kéo dài 5 set, trở lại sau hai set. Với chiến thắng này, Nadal đã vượt qua Novak Djokovic và Roger Federer để trở thành tay vợt nhiều danh hiệu Grand Slam đơn nam nhất mọi thời đại. Nadal cũng trở thành người thứ 2 trong Kỷ nguyên Mở, sau Djokovic hoàn thành cú đúp Grand Slam sự nghiệp.
Sau danh hiệu Úc mở rộng, Nadal đã vô địch Acapulco, vào đến chung kết Indian Wells và chỉ chịu thua trước Taylor Fritz. Nadal đã bị chấn thương xương sườn ở trận bán kết Indian Wells với Carlos Alcaraz dẫn đến sự rút lui ở Monte-Carlo và Barcelona. Giải đấu đầu tiên của Nadal ở mùa đất nện năm 2022 là Madrid Open, tại đó anh giành chiến thắng trước Miomir Kecmanovic và David Goffin trước khi để thua trước Carlos Alcaraz. Tiếp theo đó anh tham dự Italian Open và thua trước Denis Shapovalov, ở trận đấu đó Nadal đã khiến người hâm mộ cảm thấy lo lắng với những bước đi khập khiễng cùng với đó là sự bỏ ngỏ tham dự Pháp mở rộng. Bước vào Roland Garros với rất nhiều sự hoài nghi về phong độ, thế nhưng Rafael Nadal đã dập tắt tất cả với chức vô địch xứng đáng, trên con đường chinh phục anh đã đánh bại Felix Auger-Aliassime ở vòng 4, Novak Djokovic ở tứ kết, Alexander Zverev ở bán kết và Casper Ruud ở chung kết. Đây là danh hiệu Roland Garros thứ 14 và Grand Slam thứ 22, nới rộng khoảng cách với Novak Djokovic và Roger Federer 2 danh hiệu.

### 2023–2024: Chấn thương, đứng ngoài top 100, trở lại thi đấu & giải nghệ
Vào ngày 10 tháng 10 năm 2024, Nadal tuyên bố kết thúc sự nghiệp thi đấu quần vợt chuyên nghiệp vào cuối mùa giải năm 2024. Qua đó, Davis Cup 2024 là giải đấu cuối cùng trong sự nghiệp của Nadal.

## Chung kết Grand Slam

### Đơn: 30 (22 danh hiệu, 8 á quân)
| Kết quả | Năm  | Giải đấu            | Mặt sân | Đối thủ         | Tỷ số                              |
| ------- | ---- | ------------------- | ------- | --------------- | ---------------------------------- |
| Vô địch | 2005 | French Open         | Đất nện | Mariano Puerta  | 6–7(6–8), 6–3, 6–1, 7–5            |
| Vô địch | 2006 | French Open (2)     | Đất nện | Roger Federer   | 1–6, 6–1, 6–4, 7–6(7–4)            |
| Á quân  | 2006 | Wimbledon           | Cỏ      | Roger Federer   | 0–6, 6–7(5–7), 7–6(7–2), 3–6       |
| Vô địch | 2007 | French Open (3)     | Đất nện | Roger Federer   | 6–3, 4–6, 6–3, 6–4                 |
| Á quân  | 2007 | Wimbledon           | Cỏ      | Roger Federer   | 6–7(7–9), 6–4, 6–7(3–7), 6–2, 2–6  |
| Vô địch | 2008 | French Open (4)     | Đất nện | Roger Federer   | 6–1, 6–3, 6–0                      |
| Vô địch | 2008 | Wimbledon           | Cỏ      | Roger Federer   | 6–4, 6–4, 6–7(5–7), 6–7(8–10), 9–7 |
| Vô địch | 2009 | Australian Open     | Cứng    | Roger Federer   | 7–5, 3–6, 7–6(7–3), 3–6, 6–2       |
| Vô địch | 2010 | French Open (5)     | Đất nện | Robin Söderling | 6–4, 6–2, 6–4                      |
| Vô địch | 2010 | Wimbledon (2)       | Cỏ      | Tomáš Berdych   | 6–3, 7–5, 6–4                      |
| Vô địch | 2010 | US Open             | Cứng    | Novak Djokovic  | 6–4, 5–7, 6–4, 6–2                 |
| Vô địch | 2011 | French Open (6)     | Đất nện | Roger Federer   | 7–5, 7–6(7–3), 5–7, 6–1            |
| Á quân  | 2011 | Wimbledon           | Cỏ      | Novak Djokovic  | 4–6, 1–6, 6–1, 3–6                 |
| Á quân  | 2011 | US Open             | Cứng    | Novak Djokovic  | 2–6, 4–6, 7–6(7–3), 1–6            |
| Á quân  | 2012 | Australian Open     | Cứng    | Novak Djokovic  | 7–5, 4–6, 2–6, 7–6(7–5), 5–7       |
| Vô địch | 2012 | French Open (7)     | Đất nện | Novak Djokovic  | 6–4, 6–3, 2–6, 7–5                 |
| Vô địch | 2013 | French Open (8)     | Đất nện | David Ferrer    | 6–3, 6–2, 6–3                      |
| Vô địch | 2013 | US Open (2)         | Cứng    | Novak Djokovic  | 6–2, 3–6, 6–4, 6–1                 |
| Á quân  | 2014 | Australian Open     | Cứng    | Stan Wawrinka   | 3–6, 2–6, 6–3, 3–6                 |
| Vô địch | 2014 | French Open (9)     | Đất nện | Novak Djokovic  | 3–6, 7–5, 6–2, 6–4                 |
| Á quân  | 2017 | Australian Open     | Cứng    | Roger Federer   | 4–6, 6–3, 1–6, 6–3, 3–6            |
| Vô địch | 2017 | French Open (10)    | Đất nện | Stan Wawrinka   | 6–2, 6–3, 6–1                      |
| Vô địch | 2017 | US Open (3)         | Cứng    | Kevin Anderson  | 6–3, 6–3, 6–4                      |
| Vô địch | 2018 | French Open (11)    | Đất nện | Dominic Thiem   | 6–4, 6–3, 6–2                      |
| Á quân  | 2019 | Australian Open     | Cứng    | Novak Djokovic  | 3–6, 2–6, 3–6                      |
| Vô địch | 2019 | French Open (12)    | Đất nện | Dominic Thiem   | 6–3, 5–7, 6–1, 6–1                 |
| Vô địch | 2019 | US Open (4)         | Cứng    | Daniil Medvedev | 7–5, 6–3, 5–7, 4–6, 6–4            |
| Vô địch | 2020 | French Open (13)    | Đất nện | Novak Djokovic  | 6–0, 6–2, 7–5                      |
| Vô địch | 2022 | Australian Open (2) | Cứng    | Daniil Medvedev | 2–6, 6–7(5–7), 6–4, 6–4, 7–5       |
| Vô địch | 2022 | French Open (14)    | Đất nện | Casper Ruud     | 6–3, 6–3, 6–0                      |

## Chung kết ATP Finals

### Đơn: 2 (2 á quân)
| Kết quả | Năm  | Giải đấu   | Mặt sân  | Đối thủ        | Tỷ số         |
| ------- | ---- | ---------- | -------- | -------------- | ------------- |
| Á quân  | 2010 | ATP Finals | Cứng (i) | Roger Federer  | 3–6, 6–3, 1–6 |
| Á quân  | 2013 | ATP Finals | Cứng (i) | Novak Djokovic | 3–6, 4–6      |

## Chung kết Masters 1000

### Đơn: 53 (36 danh hiệu, 17 á quân)
| Kết quả | Năm  | Giải đấu                 | Mặt sân  | Đối thủ               | Tỷ số                                  |
| ------- | ---- | ------------------------ | -------- | --------------------- | -------------------------------------- |
| Á quân  | 2005 | Miami Open               | Cứng     | Roger Federer         | 6–2, 7–6(7–4), 6–7(5–7), 3–6, 1–6      |
| Vô địch | 2005 | Monte-Carlo Masters      | Đất nện  | Guillermo Coria       | 6–3, 6–1, 0–6, 7–5                     |
| Vô địch | 2005 | Italian Open             | Đất nện  | Guillermo Coria       | 6–4, 3–6, 6–3, 4–6, 7–6(8–6)           |
| Vô địch | 2005 | Canadian Open            | Cứng     | Andre Agassi          | 6–3, 4–6, 6–2                          |
| Vô địch | 2005 | Madrid Open              | Cứng (i) | Ivan Ljubičić         | 3–6, 2–6, 6–3, 6–4, 7–6(7–3)           |
| Vô địch | 2006 | Monte-Carlo Masters (2)  | Đất nện  | Roger Federer         | 6–2, 6–7(2–7), 6–3, 7–6(7–5)           |
| Vô địch | 2006 | Italian Open (2)         | Đất nện  | Roger Federer         | 6–7(0–7), 7–6(7–5), 6–4, 2–6, 7–6(7–5) |
| Vô địch | 2007 | Indian Wells Masters     | Cứng     | Novak Djokovic        | 6–2, 7–5                               |
| Vô địch | 2007 | Monte-Carlo Masters (3)  | Đất nện  | Roger Federer         | 6–4, 6–4                               |
| Vô địch | 2007 | Italian Open (3)         | Đất nện  | Fernando González     | 6–2, 6–2                               |
| Á quân  | 2007 | German Open              | Đất nện  | Roger Federer         | 6–2, 2–6, 0–6                          |
| Á quân  | 2007 | Paris Masters            | Cứng (i) | David Nalbandian      | 4–6, 0–6                               |
| Á quân  | 2008 | Miami Open               | Cứng     | Nikolay Davydenko     | 4–6, 2–6                               |
| Vô địch | 2008 | Monte-Carlo Masters (4)  | Đất nện  | Roger Federer         | 7–5, 7–5                               |
| Vô địch | 2008 | German Open              | Đất nện  | Roger Federer         | 7–5, 6–7(3–7), 6–3                     |
| Vô địch | 2008 | Canadian Open (2)        | Cứng     | Nicolas Kiefer        | 6–3, 6–2                               |
| Vô địch | 2009 | Indian Wells Masters (2) | Cứng     | Andy Murray           | 6–1, 6–2                               |
| Vô địch | 2009 | Monte-Carlo Masters (5)  | Đất nện  | Novak Djokovic        | 6–3, 2–6, 6–1                          |
| Vô địch | 2009 | Italian Open (4)         | Đất nện  | Novak Djokovic        | 7–6(7–2), 6–2                          |
| Á quân  | 2009 | Madrid Open              | Đất nện  | Roger Federer         | 4–6, 4–6                               |
| Á quân  | 2009 | Shanghai Masters         | Cứng     | Nikolay Davydenko     | 6–7(3–7), 3–6                          |
| Vô địch | 2010 | Monte-Carlo Masters (6)  | Đất nện  | Fernando Verdasco     | 6–0, 6–1                               |
| Vô địch | 2010 | Italian Open (5)         | Đất nện  | David Ferrer          | 7–5, 6–2                               |
| Vô địch | 2010 | Madrid Open (2)          | Đất nện  | Roger Federer         | 6–4, 7–6(7–5)                          |
| Á quân  | 2011 | Indian Wells Masters     | Cứng     | Novak Djokovic        | 6–4, 3–6, 2–6                          |
| Á quân  | 2011 | Miami Open               | Cứng     | Novak Djokovic        | 6–4, 3–6, 6–7(4–7)                     |
| Vô địch | 2011 | Monte-Carlo Masters (7)  | Đất nện  | David Ferrer          | 6–4, 7–5                               |
| Á quân  | 2011 | Madrid Open              | Đất nện  | Novak Djokovic        | 5–7, 4–6                               |
| Á quân  | 2011 | Italian Open             | Đất nện  | Novak Djokovic        | 4–6, 4–6                               |
| Vô địch | 2012 | Monte-Carlo Masters (8)  | Đất nện  | Novak Djokovic        | 6–3, 6–1                               |
| Vô địch | 2012 | Italian Open (6)         | Đất nện  | Novak Djokovic        | 7–5, 6–3                               |
| Vô địch | 2013 | Indian Wells Masters (3) | Cứng     | Juan Martín del Potro | 4–6, 6–3, 6–4                          |
| Á quân  | 2013 | Monte-Carlo Masters      | Đất nện  | Novak Djokovic        | 2–6, 6–7(1–7)                          |
| Vô địch | 2013 | Madrid Open (3)          | Đất nện  | Stanislas Wawrinka    | 6–2, 6–4                               |
| Vô địch | 2013 | Italian Open (7)         | Đất nện  | Roger Federer         | 6–1, 6–3                               |
| Vô địch | 2013 | Canadian Open (3)        | Cứng     | Milos Raonic          | 6–2, 6–2                               |
| Vô địch | 2013 | Cincinnati Masters       | Cứng     | John Isner            | 7–6(10–8), 7–6(7–3)                    |
| Á quân  | 2014 | Miami Open               | Hard     | Novak Djokovic        | 3–6, 3–6                               |
| Vô địch | 2014 | Madrid Open (4)          | Đất nện  | Kei Nishikori         | 2–6, 6–4, 3–0 chấn thương              |
| Á quân  | 2014 | Italian Open             | Đất nện  | Novak Djokovic        | 6–4, 3–6, 3–6                          |
| Á quân  | 2015 | Madrid Open              | Đất nện  | Andy Murray           | 3–6, 2–6                               |
| Vô địch | 2016 | Monte-Carlo Masters (9)  | Đất nện  | Gaël Monfils          | 7–5, 5–7, 6–0                          |
| Á quân  | 2017 | Miami Open               | Cứng     | Roger Federer         | 3–6, 4–6                               |
| Vô địch | 2017 | Monte-Carlo Masters (10) | Đất nện  | Albert Ramos Viñolas  | 6–1, 6–3                               |
| Vô địch | 2017 | Madrid Open (5)          | Đất nện  | Dominic Thiem         | 7–6(10–8), 6–4                         |
| Á quân  | 2017 | Shanghai Masters         | Cứng     | Roger Federer         | 4–6, 3–6                               |
| Vô địch | 2018 | Monte-Carlo Masters (11) | Đất nện  | Kei Nishikori         | 6–3, 6–2                               |
| Vô địch | 2018 | Italian Open (8)         | Đất nện  | Alexander Zverev      | 6–1, 1–6, 6–3                          |
| Vô địch | 2018 | Canadian Open (4)        | Cứng     | Stefanos Tsitsipas    | 6–2, 7–6(7–4)                          |
| Vô địch | 2019 | Italian Open (9)         | Đất nện  | Novak Djokovic        | 6–0, 4–6, 6–1                          |
| Vô địch | 2019 | Canadian Open (5)        | Cứng     | Daniil Medvedev       | 6–3, 6–0                               |
| Vô địch | 2021 | Italian Open (10)        | Đất nện  | Novak Djokovic        | 7–5, 1–6, 6–3                          |
| Á quân  | 2022 | Indian Wells Masters     | Cứng     | Taylor Fritz          | 3–6, 6–7(5–7)                          |

### Đôi: 3 (3 danh hiệu)
| Kết quả | Năm  | Giải đấu                 | Mặt sân | Đồng đội      | Đối thủ                      | Tỷ số          |
| ------- | ---- | ------------------------ | ------- | ------------- | ---------------------------- | -------------- |
| Vô địch | 2008 | Monte-Carlo Masters      | Đất nện | Tommy Robredo | Mahesh Bhupathi Mark Knowles | 6–3, 6–3       |
| Vô địch | 2010 | Indian Wells Masters     | Cứng    | Marc López    | Daniel Nestor Nenad Zimonjić | 7–6(10–8), 6–3 |
| Vô địch | 2012 | Indian Wells Masters (2) | Cứng    | Marc López    | John Isner Sam Querrey       | 6–2, 7–6(7–3)  |

## Trận tranh huy chương Olympic

### Đơn: 2 (1 huy chương vàng)
| Kết quả | Năm  | Giải đấu                  | Mặt sân | Đối thủ           | Tỷ số              |
| ------- | ---- | ------------------------- | ------- | ----------------- | ------------------ |
| Vàng    | 2008 | Summer Olympics (Beijing) | Cứng    | Fernando González | 6–3, 7–6(7–2), 6–3 |
| Hạng tư | 2016 | Summer Olympics (Rio)     | Cứng    | Kei Nishikori     | 2–6, 7–6(7–1), 3–6 |

### Đôi: 1 (1 huy chương vàng)
| Kết quả | Năm  | Giải đấu              | Mặt sân | Đồng đội   | Đối thủ                   | Tỷ số         |
| ------- | ---- | --------------------- | ------- | ---------- | ------------------------- | ------------- |
| Vàng    | 2016 | Summer Olympics (Rio) | Cứng    | Marc López | Florin Mergea Horia Tecău | 6–2, 3–6, 6–4 |

## Chung kết ATP

### Đơn: 131 (92 danh hiệu, 39 á quân)
| Giải đấu                                                   |
| ---------------------------------------------------------- |
| Grand Slam tournaments (22–8)                              |
| Tennis Masters Cup / ATP Tour Finals (0–2)                 |
| ATP Masters Series / ATP Tour Masters 1000 (36–17)         |
| Olympic Games (1–0)                                        |
| ATP International Series Gold / ATP Tour 500 Series (23–6) |
| ATP International Series / ATP Tour 250 Series (10–6)      |

| Mặt sân        |
| -------------- |
| Cứng (25–27)   |
| Đất nện (63–9) |
| Cỏ (4–3)       |

| Kiểu sân           |
| ------------------ |
| Ngoài trời (90–34) |
| Trong nhà (2–5)    |

(*) Biểu thị các giải đấu mà Nadal giành được danh hiệu mà không bỏ set nào. Anh là người giành được nhiều danh hiệu nhất mà không thua set nào trong Kỷ nguyên Mở (30 danh hiệu).
(**) biểu thị những giải đấu mà Nadal giành được danh hiệu sau khi cứu được ít nhất một điểm match point. Anh ấy đang cùng với Novak Djokovic và Thomas Muster giành nhiều danh hiệu nhất sau khi cứu được ít nhất một điểm match point trong Kỷ nguyên Mở rộng (7 danh hiệu).
| Kết quả | Thắng-Thua | Ngày             | Giải đấu                                   | Cấp độ        | Mặt sân     | Đối thủ               | Tỷ số                                  |
| ------- | ---------- | ---------------- | ------------------------------------------ | ------------- | ----------- | --------------------- | -------------------------------------- |
| Á quân  | 0–1        | Th1 năm 2004     | Auckland Open, New Zealand                 | International | Cứng        | Dominik Hrbatý        | 6–4, 2–6, 5–7                          |
| Vô địch | 1–1        | Th8 năm 2004     | Orange Prokom Open, Ba Lan*                | International | Đất nện     | José Acasuso          | 6–3, 6–4                               |
| Vô địch | 2–1        | Th2 năm 2005     | Brasil Open, Brazil                        | International | Đất nện     | Alberto Martín        | 6–0, 6–7(2–7), 6–1                     |
| Vô địch | 3–1        | Th2 năm 2005     | Mexican Open, Mexico*                      | Intl. Gold    | Đất nện     | Albert Montañés       | 6–1, 6–0                               |
| Á quân  | 3–2        | Th4 năm 2005     | Miami Open, Mỹ                             | Masters       | Cứng        | Roger Federer         | 6–2, 7–6(7–4), 6–7(5–7), 3–6, 1–6      |
| Vô địch | 4–2        | Th4 năm 2005     | Monte-Carlo Masters, Monaco                | Masters       | Đất nện     | Guillermo Coria       | 6–3, 6–1, 0–6, 7–5                     |
| Vô địch | 5–2        | Th4 năm 2005     | Barcelona Open, Tây Ban Nha*               | Intl. Gold    | Đất nện     | Juan Carlos Ferrero   | 6–1, 7–6(7–4), 6–3                     |
| Vô địch | 6–2        | tháng 5 năm 2005 | Italian Open, Ý                            | Masters       | Đất nện     | Guillermo Coria       | 6–4, 3–6, 6–3, 4–6, 7–6(8–6)           |
| Vô địch | 7–2        | Th6 năm 2005     | French Open, Pháp                          | Grand Slam    | Đất nện     | Mariano Puerta        | 6–7(6–8), 6–3, 6–1, 7–5                |
| Vô địch | 8–2        | Th7 năm 2005     | Swedish Open, Thụy Điển                    | International | Đất nện     | Tomáš Berdych         | 2–6, 6–2, 6–4                          |
| Vô địch | 9–2        | Th7 năm 2005     | Stuttgart Open, Đức*                       | Intl. Gold    | Đất nện     | Gastón Gaudio         | 6–3, 6–3, 6–4                          |
| Vô địch | 10–2       | Th8 năm 2005     | Canadian Open, Canada                      | Masters       | Cứng        | Andre Agassi          | 6–3, 4–6, 6–2                          |
| Vô địch | 11–2       | Th9 năm 2005     | China Open, Trung Quốc                     | International | Cứng        | Guillermo Coria       | 5–7, 6–1, 6–2                          |
| Vô địch | 12–2       | Th10 năm 2005    | Madrid Open, Tây Ban Nha                   | Masters       | Cứng (i)    | Ivan Ljubičić         | 3–6, 2–6, 6–3, 6–4, 7–6(7–3)           |
| Vô địch | 13–2       | Th3 năm 2006     | Dubai Championships, UAE                   | Intl. Gold    | Cứng        | Roger Federer         | 2–6, 6–4, 6–4                          |
| Vô địch | 14–2       | Th4 năm 2006     | Monte-Carlo Masters, Monaco (2)            | Masters       | Đất nện     | Roger Federer         | 6–2, 6–7(2–7), 6–3, 7–6(7–5)           |
| Vô địch | 15–2       | Th4 năm 2006     | Barcelona Open, Tây Ban Nha (2)            | Intl. Gold    | Đất nện     | Tommy Robredo         | 6–4, 6–4, 6–0                          |
| Vô địch | 16–2       | tháng 5 năm 2006 | Italian Open, Ý** (2)                      | Masters       | Đất nện     | Roger Federer         | 6–7(0–7), 7–6(7–5), 6–4, 2–6, 7–6(7–5) |
| Vô địch | 17–2       | tháng 6 năm 2006 | French Open, Pháp (2)                      | Grand Slam    | Đất nện     | Roger Federer         | 1–6, 6–1, 6–4, 7–6(7–4)                |
| Á quân  | 17–3       | tháng 7 năm 2006 | Wimbledon, Vương quốc Anh                  | Grand Slam    | Cỏ          | Roger Federer         | 0–6, 6–7(5–7), 7–6(7–2), 3–6           |
| Vô địch | 18–3       | Th3 năm 2007     | Indian Wells Masters, Mỹ*                  | Masters       | Cứng        | Novak Djokovic        | 6–2, 7–5                               |
| Vô địch | 19–3       | Th4 năm 2007     | Monte-Carlo Masters, Monaco* (3)           | Masters       | Đất nện     | Roger Federer         | 6–4, 6–4                               |
| Vô địch | 20–3       | Th4 năm 2007     | Barcelona Open, Tây Ban Nha* (3)           | Intl. Gold    | Đất nện     | Guillermo Cañas       | 6–3, 6–4                               |
| Vô địch | 21–3       | tháng 5 năm 2007 | Italian Open, Ý (3)                        | Masters       | Đất nện     | Fernando González     | 6–2, 6–2                               |
| Á quân  | 21–4       | tháng 5 năm 2007 | German Open, Đức                           | Masters       | Đất nện     | Roger Federer         | 6–2, 2–6, 0–6                          |
| Vô địch | 22–4       | Th6 năm 2007     | French Open, Pháp (3)                      | Grand Slam    | Đất nện     | Roger Federer         | 6–3, 4–6, 6–3, 6–4                     |
| Á quân  | 22–5       | Th7 năm 2007     | Wimbledon, Vương quốc Anh                  | Grand Slam    | Cỏ          | Roger Federer         | 6–7(7–9), 6–4, 6–7(3–7), 6–2, 2–6      |
| Vô địch | 23–5       | Th7 năm 2007     | Stuttgart Open, Đức* (2)                   | Intl. Gold    | Đất nện     | Stanislas Wawrinka    | 6–4, 7–5                               |
| Á quân  | 23–6       | Th11 năm 2007    | Paris Masters, Pháp                        | Masters       | Cứng (i)    | David Nalbandian      | 4–6, 0–6                               |
| Á quân  | 23–7       | Th1 năm 2008     | Maharashtra Open, Ấn Độ                    | International | Cứng        | Mikhail Youzhny       | 0–6, 1–6                               |
| Á quân  | 23–8       | Th4 năm 2008     | Miami Open, mỹ                             | Masters       | Cứng        | Nikolay Davydenko     | 4–6, 2–6                               |
| Vô địch | 24–8       | Th4 năm 2008     | Monte-Carlo Masters, Monaco* (4)           | Masters       | Đất nện     | Roger Federer         | 7–5, 7–5                               |
| Vô địch | 25–8       | tháng 5 năm 2008 | Barcelona Open, Tây Ban Nha (4)            | Intl. Gold    | Đất nện     | David Ferrer          | 6–1, 4–6, 6–1                          |
| Vô địch | 26–8       | tháng 5 năm 2008 | German Open, Đức                           | Masters       | Đất nện     | Roger Federer         | 7–5, 6–7(3–7), 6–3                     |
| Vô địch | 27–8       | Th6 năm 2008     | French Open, Pháp* (4)                     | Grand Slam    | Đất nện     | Roger Federer         | 6–1, 6–3, 6–0                          |
| Vô địch | 28–8       | Th6 năm 2008     | Queen's Club Championships, Vương quốc Anh | International | Cỏ          | Novak Djokovic        | 7–6(8–6), 7–5                          |
| Vô địch | 29–8       | Th7 năm 2008     | Wimbledon, Vương quốc Anh                  | Grand Slam    | Cỏ          | Roger Federer         | 6–4, 6–4, 6–7(5–7), 6–7(8–10), 9–7     |
| Vô địch | 30–8       | Th7 năm 2008     | Canadian Open, Canada (2)                  | Masters       | Cứng        | Nicolas Kiefer        | 6–3, 6–2                               |
| Vô địch | 31–8       | Th8 năm 2008     | Summer Olympics, Trung Quốc                | Olympics      | Cứng        | Fernando González     | 6–3, 7–6(7–2), 6–3                     |
| Vô địch | 32–8       | Th2 năm 2009     | Australian Open, Australia                 | Grand Slam    | Cứng        | Roger Federer         | 7–5, 3–6, 7–6(7–3), 3–6, 6–2           |
| Á quân  | 32–9       | Th2 năm 2009     | Rotterdam Open, Hà Lan                     | 500 Series    | Cứng (i)    | Andy Murray           | 3–6, 6–4, 0–6                          |
| Vô địch | 33–9       | Th3 năm 2009     | Indian Wells Masters, Mỹ** (2)             | Masters 1000  | Cứng        | Andy Murray           | 6–1, 6–2                               |
| Vô địch | 34–9       | Th4 năm 2009     | Monte-Carlo Masters, Monaco (5)            | Masters 1000  | Đất nện     | Novak Djokovic        | 6–3, 2–6, 6–1                          |
| Vô địch | 35–9       | Th4 năm 2009     | Barcelona Open, Tây Ban Nha* (5)           | 500 Series    | Đất nện     | David Ferrer          | 6–2, 7–5                               |
| Vô địch | 36–9       | tháng 5 năm 2009 | Italian Open, Ý* (4)                       | Masters 1000  | Đất nện     | Novak Djokovic        | 7–6(7–2), 6–2                          |
| Á quân  | 36–10      | tháng 5 năm 2009 | Madrid Open, Tây Ban Nha                   | Masters 1000  | Đất nện     | Roger Federer         | 4–6, 4–6                               |
| Á quân  | 36–11      | Th10 năm 2009    | Shanghai Masters, Trung Quốc               | Masters 1000  | Cứng        | Nikolay Davydenko     | 6–7(3–7), 3–6                          |
| Á quân  | 36–12      | Th1 năm 2010     | Qatar Open, Qatar                          | 250 Series    | Cứng        | Nikolay Davydenko     | 6–0, 6–7(8–10), 4–6                    |
| Vô địch | 37–12      | Th4 năm 2010     | Monte-Carlo Masters, Monaco* (6)           | Masters 1000  | Đất nện     | Fernando Verdasco     | 6–0, 6–1                               |
| Vô địch | 38–12      | tháng 5 năm 2010 | Italian Open, Ý (5)                        | Masters 1000  | Đất nện     | David Ferrer          | 7–5, 6–2                               |
| Vô địch | 39–12      | tháng 5 năm 2010 | Madrid Open, Tây Ban Nha (2)               | Masters 1000  | Đất nện     | Roger Federer         | 6–4, 7–6(7–5)                          |
| Vô địch | 40–12      | Th6 năm 2010     | French Open, Pháp* (5)                     | Grand Slam    | Đất nện     | Robin Söderling       | 6–4, 6–2, 6–4                          |
| Vô địch | 41–12      | Th7 năm 2010     | Wimbledon, United Kingdom (2)              | Grand Slam    | Cỏ          | Tomáš Berdych         | 6–3, 7–5, 6–4                          |
| Vô địch | 42–12      | Th9 năm 2010     | US Open, Mỹ                                | Grand Slam    | Hard        | Novak Djokovic        | 6–4, 5–7, 6–4, 6–2                     |
| Vô địch | 43–12      | Th10 năm 2010    | Japan Open, Nhật Bản**                     | 500 Series    | Cứng        | Gaël Monfils          | 6–1, 7–5                               |
| Á quân  | 43–13      | Th11 năm 2010    | ATP World Tour Finals, Vương quốc Anh      | ATP finals    | Cứng (i)    | Roger Federer         | 3–6, 6–3, 1–6                          |
| Á quân  | 43–14      | Th3 năm 2011     | Indian Wells Masters, Mỹ                   | Masters 1000  | Cứng        | Novak Djokovic        | 6–4, 3–6, 2–6                          |
| Á quân  | 43–15      | Th4 năm 2011     | Miami Open, Mỹ                             | Masters 1000  | Cứng        | Novak Djokovic        | 6–4, 3–6, 6–7(4–7)                     |
| Vô địch | 44–15      | Th4 năm 2011     | Monte-Carlo Masters, Monaco (7)            | Masters 1000  | Đất nện     | David Ferrer          | 6–4, 7–5                               |
| Vô địch | 45–15      | Th4 năm 2011     | Barcelona Open, Tây Ban Nha* (6)           | 500 Series    | Đất nện     | David Ferrer          | 6–2, 6–4                               |
| Á quân  | 45–16      | tháng 5 năm 2011 | Madrid Open, Tây Ban Nha                   | Masters 1000  | Đất nện     | Novak Djokovic        | 5–7, 4–6                               |
| Á quân  | 45–17      | tháng 5 năm 2011 | Italian Open, Ý                            | Masters 1000  | Đất nện     | Novak Djokovic        | 4–6, 4–6                               |
| Vô địch | 46–17      | Th6 năm 2011     | French Open, Pháp (6)                      | Grand Slam    | Đất nện     | Roger Federer         | 7–5, 7–6(7–3), 5–7, 6–1                |
| Á quân  | 46–18      | Th7 năm 2011     | Wimbledon, Vương quốc Anh                  | Grand Slam    | Grass       | Novak Djokovic        | 4–6, 1–6, 6–1, 3–6                     |
| Á quân  | 46–19      | Th9 năm 2011     | US Open, Mỹ                                | Grand Slam    | Cứng        | Novak Djokovic        | 2–6, 4–6, 7–6(7–3), 1–6                |
| Á quân  | 46–20      | Th10 năm 2011    | Japan Open, Nhật Bản                       | 500 Series    | Cứng        | Andy Murray           | 6–3, 2–6, 0–6                          |
| Á quân  | 46–21      | Th1 năm 2012     | Australian Open, Australia                 | Grand Slam    | Cứng        | Novak Djokovic        | 7–5, 4–6, 2–6, 7–6(7–5), 5–7           |
| Vô địch | 47–21      | Th4 năm 2012     | Monte-Carlo Masters, Monaco* (8)           | Masters 1000  | Đất nện     | Novak Djokovic        | 6–3, 6–1                               |
| Vô địch | 48–21      | Th4 năm 2012     | Barcelona Open, Tây Ban Nha* (7)           | 500 Series    | Đất nện     | David Ferrer          | 7–6(7–1), 7–5                          |
| Vô địch | 49–21      | tháng 5 năm 2012 | Italian Open, Ý* (6)                       | Masters 1000  | Đất nện     | Novak Djokovic        | 7–5, 6–3                               |
| Vô địch | 50–21      | Th6 năm 2012     | French Open, Pháp (7)                      | Grand Slam    | Đất nện     | Novak Djokovic        | 6–4, 6–3, 2–6, 7–5                     |
| Á quân  | 50–22      | Th2 năm 2013     | Chile Open, Chile                          | 250 Series    | Đất nện     | Horacio Zeballos      | 7–6(7–2), 6–7(6–8), 4–6                |
| Vô địch | 51–22      | Th2 năm 2013     | Brasil Open, Brazil (2)                    | 250 Series    | Đất nện (i) | David Nalbandian      | 6–2, 6–3                               |
| Vô địch | 52–22      | Th3 năm 2013     | Mexican Open, Mexico* (2)                  | 500 Series    | Đất nện     | David Ferrer          | 6–0, 6–2                               |
| Vô địch | 53–22      | Th3 năm 2013     | Indian Wells Masters, Mỹ (3)               | Masters 1000  | Cứng        | Juan Martín del Potro | 4–6, 6–3, 6–4                          |
| Á quân  | 53–23      | Th4 năm 2013     | Monte-Carlo Masters, Monaco                | Masters 1000  | Đất nện     | Novak Djokovic        | 2–6, 6–7(1–7)                          |
| Vô địch | 54–23      | Th4 năm 2013     | Barcelona Open, Tây Ban Nha* (8)           | 500 Series    | Đất nện     | Nicolás Almagro       | 6–4, 6–3                               |
| Vô địch | 55–23      | tháng 5 năm 2013 | Madrid Open, Tây Ban Nha (3)               | Masters 1000  | Đất nện     | Stanislas Wawrinka    | 6–2, 6–4                               |
| Vô địch | 56–23      | tháng 5 năm 2013 | Italian Open, Ý (7)                        | Masters 1000  | Đất nện     | Roger Federer         | 6–1, 6–3                               |
| Vô địch | 57–23      | Th6 năm 2013     | French Open, Pháp (8)                      | Grand Slam    | Đất nện     | David Ferrer          | 6–3, 6–2, 6–3                          |
| Vô địch | 58–23      | Th8 năm 2013     | Canadian Open, Canada (3)                  | Masters 1000  | Cứng        | Milos Raonic          | 6–2, 6–2                               |
| Vô địch | 59–23      | Th8 năm 2013     | Cincinnati Masters, Mỹ                     | Masters 1000  | Cứng        | John Isner            | 7–6(10–8), 7–6(7–3)                    |
| Vô địch | 60–23      | Th9 năm 2013     | US Open, Mỹ (2)                            | Grand Slam    | Cứng        | Novak Djokovic        | 6–2, 3–6, 6–4, 6–1                     |
| Á quân  | 60–24      | Th10 năm 2013    | China Open, Trung Quốc                     | 500 Series    | Cứng        | Novak Djokovic        | 3–6, 4–6                               |
| Á quân  | 60–25      | Th11 năm 2013    | ATP World Tour Finals, Vương quốc Anh      | ATP finals    | Cứng (i)    | Novak Djokovic        | 3–6, 4–6                               |
| Vô địch | 61–25      | Th1 năm 2014     | Qatar Open, Qatar                          | 250 Series    | Cứng        | Gaël Monfils          | 6–1, 6–7(5–7), 6–2                     |
| Á quân  | 61–26      | Th1 năm 2014     | Australian Open, Australia                 | Grand Slam    | Cứng        | Stanislas Wawrinka    | 3–6, 2–6, 6–3, 3–6                     |
| Vô địch | 62–26      | Th2 năm 2014     | Rio Open, Brazil**                         | 500 Series    | Đất nện     | Alexandr Dolgopolov   | 6–3, 7–6(7–3)                          |
| Á quân  | 62–27      | Th4 năm 2014     | Miami Open, Mỹ                             | Masters 1000  | Cứng        | Novak Djokovic        | 3–6, 3–6                               |
| Vô địch | 63–27      | tháng 5 năm 2014 | Madrid Open, Tây Ban Nha (4)               | Masters 1000  | Đất nện     | Kei Nishikori         | 2–6, 6–4, 3–0 chấn thương              |
| Á quân  | 63–28      | tháng 5 năm 2014 | Italian Open, Ý                            | Masters 1000  | Đất nện     | Novak Djokovic        | 6–4, 3–6, 3–6                          |
| Vô địch | 64–28      | Th6 năm 2014     | French Open, Pháp (9)                      | Grand Slam    | Đất nện     | Novak Djokovic        | 3–6, 7–5, 6–2, 6–4                     |
| Vô địch | 65–28      | Th3 năm 2015     | Argentina Open, Argentina*                 | 250 Series    | Đất nện     | Juan Mónaco           | 6–4, 6–1                               |
| Á quân  | 65–29      | tháng 5 năm 2015 | Madrid Open, Tây Ban Nha                   | Masters 1000  | Đất nện     | Andy Murray           | 3–6, 2–6                               |
| Thắng   | 66–29      | Th6 năm 2015     | Stuttgart Open, Đức (3)                    | 250 Series    | Cỏ          | Viktor Troicki        | 7–6(7–3), 6–3                          |
| Vô địch | 67–29      | Th8 năm 2015     | German Open, Đức (2)                       | 500 Series    | Đất nện     | Fabio Fognini         | 7–5, 7–5                               |
| Á quân  | 67–30      | Th10 năm 2015    | China Open, Trung Quốc                     | 500 Series    | Cứng        | Novak Djokovic        | 2–6, 2–6                               |
| Á quân  | 67–31      | Th11 năm 2015    | Swiss Indoors, Thụy Sĩ                     | 500 Series    | Cứng (i)    | Roger Federer         | 3–6, 7–5, 3–6                          |
| Á quân  | 67–32      | Th1 năm 2016     | Qatar Open, Qatar                          | 250 Series    | Cứng        | Novak Djokovic        | 1–6, 2–6                               |
| Vô địch | 68–32      | Th4 năm 2016     | Monte-Carlo Masters, Monaco (9)            | Masters 1000  | Đất nện     | Gaël Monfils          | 7–5, 5–7, 6–0                          |
| Vô địch | 69–32      | Th4 năm 2016     | Barcelona Open, Tây Ban Nha* (9)           | 500 Series    | Đất nện     | Kei Nishikori         | 6–4, 7–5                               |
| Á quân  | 69–33      | Th1 năm 2017     | Australian Open, Australia                 | Grand Slam    | Cứng        | Roger Federer         | 4–6, 6–3, 1–6, 6–3, 3–6                |
| Á quân  | 69–34      | Th3 năm 2017     | Mexican Open, Mexico                       | 500 Series    | Cứng        | Sam Querrey           | 3–6, 6–7(3–7)                          |
| Á quân  | 69–35      | Th4 năm 2017     | Miami Open, Mỹ                             | Masters 1000  | Cứng        | Roger Federer         | 3–6, 4–6                               |
| Vô địch | 70–35      | Th4 năm 2017     | Monte-Carlo Masters, Monaco (10)           | Masters 1000  | Đất nện     | Albert Ramos Viñolas  | 6–1, 6–3                               |
| Vô địch | 71–35      | Th4 năm 2017     | Barcelona Open, Tây Ban Nha* (10)          | 500 Series    | Đất nện     | Dominic Thiem         | 6–4, 6–1                               |
| Vô địch | 72–35      | tháng 5 năm 2017 | Madrid Open, Tây Ban Nha (5)               | Masters 1000  | Đất nện     | Dominic Thiem         | 7–6(10–8), 6–4                         |
| Vô địch | 73–35      | Th6 năm 2017     | French Open, Pháp* (10)                    | Grand Slam    | Đất nện     | Stan Wawrinka         | 6–2, 6–3, 6–1                          |
| Vô địch | 74–35      | Th9 năm 2017     | US Open, United States (3)                 | Grand Slam    | Cứng        | Kevin Anderson        | 6–3, 6–3, 6–4                          |
| Vô địch | 75–35      | Th10 năm 2017    | China Open, Trung Quốc** (2)               | 500 Series    | Cứng        | Nick Kyrgios          | 6–2, 6–1                               |
| Á quân  | 75–36      | Th10 năm 2017    | Shanghai Masters, Trung Quốc               | Masters 1000  | Cứng        | Roger Federer         | 4–6, 3–6                               |
| Vô địch | 76–36      | Th4 năm 2018     | Monte-Carlo Masters, Monaco* (11)          | Masters 1000  | Đất nện     | Kei Nishikori         | 6–3, 6–2                               |
| Vô địch | 77–36      | Th4 năm 2018     | Barcelona Open, Tây Ban Nha* (11)          | 500 Series    | Đất nện     | Stefanos Tsitsipas    | 6–2, 6–1                               |
| Vô địch | 78–36      | tháng 5 năm 2018 | Italian Open, Ý (8)                        | Masters 1000  | Đất nện     | Alexander Zverev      | 6–1, 1–6, 6–3                          |
| Vô địch | 79–36      | Th6 năm 2018     | French Open, Pháp (11)                     | Grand Slam    | Đất nện     | Dominic Thiem         | 6–4, 6–3, 6–2                          |
| Vô địch | 80–36      | Th8 năm 2018     | Canadian Open, Canada (4)                  | Masters 1000  | Cứng        | Stefanos Tsitsipas    | 6–2, 7–6(7–4)                          |
| Á quân  | 80–37      | Th1 năm 2019     | Australian Open, Australia                 | Grand Slam    | Cứng        | Novak Djokovic        | 3–6, 2–6, 3–6                          |
| Vô địch | 81–37      | tháng 5 năm 2019 | Italian Open, Ý (9)                        | Masters 1000  | Đất nện     | Novak Djokovic        | 6–0, 4–6, 6–1                          |
| Vô địch | 82–37      | Th6 năm 2019     | French Open, Pháp (12)                     | Grand Slam    | Đất nện     | Dominic Thiem         | 6–3, 5–7, 6–1, 6–1                     |
| Vô địch | 83–37      | Th8 năm 2019     | Canadian Open, Canada (5)                  | Masters 1000  | Cứng        | Daniil Medvedev       | 6–3, 6–0                               |
| Vô địch | 84–37      | Th9 năm 2019     | US Open, Mỹ (4)                            | Grand Slam    | Cứng        | Daniil Medvedev       | 7–5, 6–3, 5–7, 4–6, 6–4                |
| Vô địch | 85–37      | Th2 năm 2020     | Mexican Open, Mexico* (3)                  | 500 Series    | Cứng        | Taylor Fritz          | 6–3, 6–2                               |
| Vô địch | 86–37      | Th10 năm 2020    | French Open, Pháp* (13)                    | Grand Slam    | Đất nện     | Novak Djokovic        | 6–0, 6–2, 7–5                          |
| Vô địch | 87–37      | Th4 năm 2021     | Barcelona Open, Tây Ban Nha** (12)         | 500 Series    | Đất nện     | Stefanos Tsitsipas    | 6–4, 6–7(6–8), 7–5                     |
| Vô địch | 88–37      | tháng 5 năm 2021 | Italian Open, Ý** (10)                     | Masters 1000  | Đất nện     | Novak Djokovic        | 7–5, 1–6, 6–3                          |
| Vô địch | 89–37      | Th1 năm 2022     | Melbourne Summer Set, Australia*           | 250 Series    | Cứng        | Maxime Cressy         | 7–6(8–6), 6–3                          |
| Vô địch | 90–37      | Th1 năm 2022     | Australian Open, Australia (2)             | Grand Slam    | Cứng        | Daniil Medvedev       | 2–6, 6–7(5–7), 6–4, 6–4, 7–5           |
| Vô địch | 91–37      | Th2 năm 2022     | Mexican Open, Mexico* (4)                  | 500 Series    | Cứng        | Cameron Norrie        | 6–4, 6–4                               |
| Á quân  | 91–38      | Th3 năm 2022     | Indian Wells Masters, Mỹ                   | Masters 1000  | Cứng        | Taylor Fritz          | 3–6, 6–7(5–7)                          |
| Vô địch | 92–38      | Th6 năm 2022     | French Open, Pháp (14)                     | Grand Slam    | Đất nện     | Casper Ruud           | 6–3, 6–3, 6–0                          |
| Á quân  | 92–39      | Th7 năm 2024     | Swedish Open, Thụy Điển                    | 250 Series    | Đất nện     | Nuno Borges           | 3–6, 2–6                               |

### Đôi: 15 (11 danh hiệu, 4 á quân)
| Legend                            |
| --------------------------------- |
| Grand Slam tournaments (0–0)      |
| Year-end championships (0–0)      |
| ATP World Tour Masters 1000 (3–0) |
| Summer Olympics (1–0)             |
| ATP World Tour 500 Series (1–2)   |
| ATP World Tour 250 Series (6–2)   |

| Mặt sân       |
| ------------- |
| Cứng (9–1)    |
| Đất nện (2–3) |
| Cỏ (0–0)      |
| Thảm (0–0)    |

| Kiểu sân          |
| ----------------- |
| Ngoài trời (11–4) |
| Trong nhà (0–0)   |

(*) biểu thị các giải đấu mà Nadal và đồng đội của anh đã giành được danh hiệu mà không thua set nào.
(**) biểu thị các giải đấu mà Nadal và đồng đội của anh đã giành được danh hiệu sau khi cứu được ít nhất một điểm match point.
| Kết quả | Thắng-Thua | Ngày          | Giải đấu                      | Cấp độ        | Mặt sân | Đồng đội            | Đối thủ                         | Tỷ số                 |
| ------- | ---------- | ------------- | ----------------------------- | ------------- | ------- | ------------------- | ------------------------------- | --------------------- |
| Vô địch | 1–0        | Th7 năm 2003  | Croatia Open, Croatia         | International | Đất nện | Álex López Morón    | Todd Perry Thomas Shimada       | 6–1, 6–3              |
| Vô địch | 2–0        | Th1 năm 2004  | Maharashtra Open, Ấn Độ       | International | Cứng    | Tommy Robredo       | Jonathan Erlich Andy Ram        | 7–6(7–3), 4–6, 6–3    |
| Vô địch | 3–0        | Th1 năm 2005  | Qatar Open, Qatar             | International | Cứng    | Albert Costa        | Andrei Pavel Mikhail Youzhny    | 6–3, 4–6, 6–3         |
| Á quân  | 3–1        | Th4 năm 2005  | Barcelona Open, Tây Ban Nha   | Intl. Gold    | Đất nện | Feliciano López     | Leander Paes Nenad Zimonjić     | 3–6, 3–6              |
| Á quân  | 3–2        | Th1 năm 2007  | Maharashtra Open, Ấn Độ       | International | Cứng    | Tomeu Salvà         | Xavier Malisse Dick Norman      | 6–7(4–7), 6–7(4–7)    |
| Á quân  | 3–3        | Th4 năm 2007  | Barcelona Open, Tây Ban Nha   | Intl. Gold    | Đất nện | Tomeu Salvà         | Andrei Pavel Alexander Waske    | 3–6, 6–7(1–7)         |
| Vô địch | 4–3        | Th4 năm 2008  | Monte-Carlo Masters, Pháp     | Masters       | Đất nện | Tommy Robredo       | Mahesh Bhupathi Mark Knowles    | 6–3, 6–3              |
| Vô địch | 5–3        | Th1 năm 2009  | Qatar Open, Qatar** (2)       | 250 Series    | Cứng    | Marc López          | Daniel Nestor Nenad Zimonjić    | 4–6, 6–4, [10–8]      |
| Vô địch | 6–3        | Th3 năm 2010  | Indian Wells Masters, Mỹ      | Masters 1000  | Cứng    | Marc López          | Daniel Nestor Nenad Zimonjić    | 7–6(10–8), 6–3        |
| Vô địch | 7–3        | Th1 năm 2011  | Qatar Open, Qatar (3)         | 250 Series    | Cứng    | Marc López          | Daniele Bracciali Andreas Seppi | 6–3, 7–6(7–4)         |
| Vô địch | 8–3        | Th3 năm 2012  | Indian Wells Masters, Mỹ* (2) | Masters 1000  | Cứng    | Marc López          | John Isner Sam Querrey          | 6–2, 7–6(7–3)         |
| Á quân  | 8–4        | Th2 năm 2013  | Chile Open, Chile             | 250 Series    | Đất nện | Juan Mónaco         | Paolo Lorenzi Potito Starace    | 2–6, 4–6              |
| Vô địch | 9–4        | Th1 năm 2015  | Qatar Open, Qatar (4)         | 250 Series    | Cứng    | Juan Mónaco         | Julian Knowle Philipp Oswald    | 6–3, 6–4              |
| Vô địch | 10–4       | Th8 năm 2016  | Summer Olympics, Brazil       | Olympics      | Cứng    | Marc López          | Florin Mergea Horia Tecău       | 6–2, 3–6, 6–4         |
| Vô địch | 11–4       | Th10 năm 2016 | China Open, Trung Quốc        | 500 Series    | Cứng    | Pablo Carreño Busta | Jack Sock Bernard Tomic         | 6–7(6–8), 6–2, [10–8] |

## Các kỷ lục

### Kỷ lục ở các giải Grand Slam
- Những kỷ lục này chỉ xét trong Kỷ nguyên Mở rộng.

| Các giải Grand Slam                                               | Năm                              | Kỷ lục                                                                                                | Người đồng giữ kỷ lục                                                                                 |
| Úc Mở rộng Pháp Mở rộng Wimbledon Mỹ Mở rộng Thế Vận Hội olympics | 2009 2005 2008 2010 2008         | Career Golden Slam                                                                                    | Andre Agassi                                                                                          |
| Úc Mở rộng Pháp Mở rộng Wimbledon Mỹ Mở rộng                      | 2009 2005 2008 2010              | Grand Slam sự nghiệp                                                                                  | Rod Laver Andre Agassi Roger Federer Novak Djokovic                                                   |
| Úc Mở rộng – Pháp Mở rộng – Wimbledon – Mỹ Mở rộng                | 2005–2010                        | Ít nhất hai Grand Slam trên mặt sân đất nện, sân cỏ, và sân cứng                                      | Mats Wilander                                                                                         |
| Úc Mở rộng – Pháp Mở rộng – Wimbledon – Mỹ Mở rộng                | 2005–2014                        | Ít nhất một Grand Slam mỗi năm, trong 10 năm liên tiếp                                                | |
| Pháp Mở rộng – Wimbledon - Mỹ Mở rộng                             | 2010                             | Vô địch Grand Slam trên cả ba mặt sân trong cùng một năm                                              | |
| Pháp Mở rộng – Wimbledon - Mỹ Mở rộng                             | 2010                             | Vô địch 3 Grand Slam liên tục trong cùng một năm                                                      | Rod Laver                                                                                             |
| Pháp Mở rộng – Mỹ Mở rộng                                         | 2008–2010                        | Cùng lúc giữ Grand Slam trên 3 mặt sân (ghi chú: 2 lần làm được điều này, Federer chỉ làm được 1 lần) | Roger Federer                                                                                         |
| Thế vận hội – Mỹ Mở rộng                                          | 2008–2010                        | Cùng lúc giữ HCV Olympic và Grand Slam trên cả ba mặt sân                                             | |
| Thế vận hội – Mỹ Mở rộng                                          | 2008–2010                        | Cùng lúc giữ HCV Olympic và Wimbledon                                                                 | |
| Thế vận hội – pháp mở rộng                                        | 2008–2010                        | Cùng lúc giữ HCV Olympic và 3 Grand Slam (không cần biết trên mặt sân nào)                            | Andre Agassi                                                                                          |
| Thế vận hội – Mỹ Mở rộng                                          | 2008–2010                        | Cùng lúc giữ HCV Olympic và Grand Slam trên mặt sân đất nện và sân cứng                               | Andre Agassi                                                                                          |
| Thế vận hội – Mỹ Mở rộng                                          | 2008–2010                        | Cùng lúc giữ HCV Olympic và chức vô địch Mỹ Mở rộng                                                   | Andre Agassi                                                                                          |
| Pháp Mở rộng                                                      | 2005-2019                        | 12 chức vô địch                                                                                       | |
| Pháp Mở rộng                                                      | 2005–2009 2009-2014              | 31 trận thắng liên tiếp 39 trận thắng liên tiếp                                                       | |
| Pháp Mở rộng—Wimbledon                                            | 2008, 2010                       | 1 "Channel Slam": Đoạt 2 Grand Slam này trong cùng năm                                                | Rod Laver Bjorn Borg Roger Federer                                                                    |
| Pháp Mở rộng—Wimbledon                                            | 2008, 2010                       | Đoạt "Channel Slam" hơn 1 lần                                                                         | Bjorn Borg                                                                                            |
| Pháp Mở rộng—Wimbledon                                            | 2013                             | 1 "Channel Slam"                                                                                      | |
| Pháp Mở rộng                                                      | 2005–2008; 2017-2020 2009 - 2014 | 4 chức vô địch Pháp Mở rộng liên tiếp 5 chức vô địch Pháp Mở rộng liên tiếp                           | Björn Borg                                                                                            |
| Pháp Mở rộng                                                      | 2005–2008 2009- 2014             | 4 trận chung kết Pháp Mở rộng liên tiếp 5 trận chung kết Pháp Mở rộng liên tiếp                       | Björn Borg Ivan Lendl Roger Federer                                                                   |
| Pháp Mở rộng                                                      | 2008, 2010, 2017, 2020           | Số lần vô địch Pháp Mở rộng nhiều nhất mà không thua set nào (4)                                      | |
| Úc Mở rộng Pháp Mở rộng Wimbledon Mỹ Mở rộng                      | 2005–2020                        | Vào chung kết cả bốn Grand Slam                                                                       | Rod Laver Ken Rosewall Ivan Lendl Stefan Edberg Jim Courier Andre Agassi Roger Federer Novak Djokovic |

### Kỷ lục ở các giải Master
| ATP Masters Series                    | Năm                      | Kỷ lục                                            | Người đồng giữ kỷ lục |
| ATP World Tour Masters 1000           | 2005–2019                | Sở hữu nhiều chức vô địch Master nhất (35)        |                       |
| Monte Carlo—Roma-Madrid-Roland Garros | 2010                     | 1 "Clay Slam": 3 Master đất nện và Roland Garros  |                       |
| Monte Carlo                           | 2005–2012                | 8 danh hiệu liên tiếp ở Monte Carlo Masters       |                       |
| Rome Masters                          | 2005–2019                | 9 danh hiệu vô địch                               |                       |
| ATP World Tour Masters 1000           | 2008–2010                | 21 lần liên tiếp vào tới tứ kết                   |                       |
| ATP World Tour Masters 1000           | 2008                     | 3 danh hiệu liên tiếp (bất kể mặt sân nào)        | Roger Federer (2004)  |
| ATP World Tour Masters 1000           | 2005–2012                | Vô địch cùng một giải nhiều lần liên tục nhất – 8 |                       |
| Monte Carlo Masters—Rome Masters      | 2005–2007 2009–2010 2012 | Nhiều năm vô địch cả hai giải này nhất – 7        |                       |
| ATP World Tour Masters 1000           | 2007–2010                | Liên tục vô địch ít nhất 3 Master trong 1 năm – 4 |                       |
| ATP World Tour Masters 1000           | 2004–2019                | 58 danh hiệu đất nện                              |                       |
| Monte Carlo Masters                   | 2005–2018                | Vô địch nhiều lần nhất – 11                       |                       |

## Đối đầu với Federer
Nadal và Federer đã có trận đấu đầu tiên giữa họ từ năm 2004, và những cuộc đối đầu giữa họ là một phần quan trọng trong sự nghiệp của cả hai.
- Họ là cặp đôi duy nhất trong kỷ nguyên Mở rộng đã đấu với nhau trong 9 trận chung kết Grand Slam, với Nadal thắng 6 trên 9 trận. 4 trong 6 trận đó là trên mặt sân đất nện sở trường của Nadal (Pháp Mở rộng các năm 2006, 2007, 2008, 2011), hai trận còn lại là ở Wimbledon 2008 và Úc Mở rộng 2009. Federer giành chiến thắng tại Wimbledon 2006, 2007 và Úc Mở rộng 2017.
- Trận chung kết Wimbledon 2008 của họ được nhiều nhà bình luận xem là trận đấu hay nhất mọi thời đại.
- Nhiều nhà bình luận cho rằng cuộc đối đầu giữa Federer và Nadal là cuộc đối đầu vĩ đại nhất trong lịch sử quần vợt.
- Nadal và Federer đã gặp nhau tổng cộng 40 trận, với kết quả 24-16 tạm nghiêng về Nadal. Trên sân đất nện, Nadal dẫn 14-2 và 8-6 trên sân cứng ngoài trời. Federer dẫn 2-1 trên sân cỏ và 5-1 trên sân cứng trong nhà
- Trận đấu gần nhất của 2 tay vợt là trận bán kết Wimbledon 2019. Ở đó, Federer đã giành chiến thắng sau 4 set đấu.
- Anh được xem như là khắc tinh của Federer cũng như nhiều tay vợt đánh trái một tay khác khi đối đầu với Nadal luôn nhận thất bại nhiều hơn thắng, quả thuận tay bóng cồng xoáy này lên cao khi ép trái Federer được ví như diều hâu đi săn mồi, khi ép trái như vậy Federer chỉ biết đỡ bóng qua lưới và làm mồi ngon cho anh dứt điểm. Tuy nhiên sau khi cải thiện được cú trái thì Federer đã giành được 5 chiến thắng liên tiếp trước Nadal và những cú topspin của Nadal không còn làm khó được Federer như những năm trước đó.

## Đối đầu với Djokovic
Nadal và Djokovic đã gặp nhau 59 lần. Đây là hai tay vợt đối đầu với nhau nhiều nhất trong lịch sử kỷ nguyên mở với tỷ số rất cân bằng 29-30 nghiêng về Djokovic một chút. Nadal và Djokovic hòa nhau 2-2 trên sân cỏ, Nadal dẫn 20-8 trên sân đất nện. Djokovic dẫn 20-7 trên sân cứng.
Djokovic là tay vợt duy nhất thắng Nadal với trên 20 lần và cũng là người duy nhất đánh bại Nadal 7 lần liên tiếp và 2 lần liên tiếp trên mặt sân đất nện. Hai tay vợt này từng giữ kỷ lục trận đấu 3 set dài nhất tại Mutua Madrid Open 2009 (kỷ lục này bị Federer và Del Potro phá tại Olympic London 2012).
Trong trận chung kết Wimbledon 2011, Djokovic đã đánh bại Nadal trong 4 set với tỷ số 6-4, 6-1, 1-6, 6-3. Sau đó anh còn đánh bại Nadal ở trận chung kết Mỹ Mở rộng 2011.
Năm 2012, Djokovic tiếp tục đánh bại Nadal trong trận chung kết Úc Mở rộng để lên ngôi lần thứ 3 tại đây. Đây là trận chung kết Grand Slam dài nhất kể từ kỷ nguyên Open (5giờ 53 phút). Sau đó Nadal giành được 2 danh hiệu Master 1000 đó là Monte Carlo và Rome sau khi đánh bại Djokovic ở hai trận chung kết và ở Pháp Mở rộng để giành danh hiệu thứ 7 tại đây, đồng thời chấm dứt chuỗi 3 trận chung kết Grand Slam toàn thua trước Djokovic.
Trong năm 2013, Djokovic đánh bại Nadal sau hai set để chấm dứt chuỗi 8 chức vô địch liên tiếp tại Monte Carlo. Nhưng Nadal đã trả món nợ tại bán kết giải Pháp Mở rộng với tỷ số 3-2, trong đó cuộc đấu trí căng thẳng ở set đấu thứ 5 với tỷ số 9-7 nghiêng về Nadal. Nadal tiếp tục giành chiến thắng trên mặt sân cứng trước Djokovic ở trận bán kết tại Motreal và chung kết US Open. Sau khi đánh bại Djokovic trong trận chung kết Pháp mở rộng 2014, thì Nadal đã để thua 7 trận liên tiếp trước Djokovic, trong đó có trận tứ kết Pháp mở rộng năm 2015 với tỉ số 3-0 (5-7, 3-6,1-6), kết thúc chuỗi 39 trận thắng liên tiếp của Nadal tại Pháp mở rộng. Nadal dễ dàng đánh bại Djokovic với tỉ số 6-4, 6-3 tại Madrid Open năm 2017 để có được chiến thắng đầu tiên từ Pháp Mở rộng 2014.Tuy nhiên anh lại thua Novak Djokovic ở bán kết Wimblendon năm 2018 với các tỷ số 4-6,6-3,6-7,6-3,8-10.
Tại bán kết Roland Garros 2021, Djokovic đã đánh bại Nadal sau 4 set với tỉ số 3-6, 6-3, 7-6, 6-2. Chiến thắng này là sự "trả thù" ngọt ngào của Nole sau thất bại trước chính Nadal trong trận chung kết một năm trước đó. Đồng thời, chiến thắng ấy cũng giúp Djokovic đi vào lịch sử khi trở thành tay vợt đầu tiên hai lần đánh bại Nadal tại Roland Garros.

## Đối đầu với Murray
Nadal và Andy Murray đã gặp nhau 24 lần kể từ năm 2007, với lợi thế dẫn trước dành cho Nadal với tỷ số 17-7. Nadal dẫn 7-2 trên sân đất nện, 3-0 trên sân cỏ và 7-5 trên sân cứng. Hai tay vợt này thường xuyên gặp nhau tại các giải Grand Slam với 9 trên tổng số 24 lần 2 tay vợt này gặp nhau với tỷ số 7-2 nghiêng về tay vợt người Tây Ban Nha (3-0 tại Wimbledon, 2-0 tại Pháp Mở rộng, 1-1 tại Úc Mở rộng và 1-1 tại Mỹ Mở rộng). 7 trong 8 lần hai tay vợt đối đầu với nhau tại các giải Grand Slam là ở vòng tứ kết và bán kết. Hai tay vợt chưa bao giờ gặp nhau tại một trận chung kết Grand Slam tuy nhiên Murray lại dẫn 3-1 tại các trận chung kết ATP (Nadal với chiến thắng tại Indian Wells năm 2009, Murray giành chiến thắng tại Rotterdam cùng năm, Tokyo năm 2011 và Madrid 2015). Murray thua liên tiếp 3 trận Bán Kết Grand Slam trước Nadal từ Pháp Mở rộng đến Mỹ Mở rộng. Thật ngạc nhiên khi qua 19 lần bốc thăm tại các giải Grand Slam thì hai tay vợt này chung nhánh đấu với nhau tới 16 lần. Cặp đôi này đã không thể gặp nhau tại trận bán kết của giải Miami Masters vì Nadal phải rút lui vì chấn thương.

## Lối chơi
Nhìn chung thì Nadal chơi một lối chơi chủ động từ sau vạch cuối sân, dựa nhiều vào những cú topspin đều tay và khả năng di chuyển hợp lý. Với thể lực dồi dào và tốc độ di chuyển cao, Nadal là một tay vợt phòng thủ tuyệt vời và có khả năng giành những điểm số từ những tình huống bị dồn ép phải phòng ngự liên tục. Mặc dù Nadal thường đứng sau vạch cuối sân, một số chuyên gia nhận định rằng anh cũng có khả năng lên lưới rất tốt mỗi khi có cơ hội.

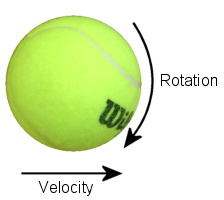
Động học của cú topspin.

Những cú thuận tay của Nadal là khá khác biệt so với các tay vợt khác, tay trái anh đánh bóng rồi vòng lên phía trên vai phải - thay vì kết thúc ở vị trí ngang thân người hay ngang vai đối diện theo kiểu truyền thống. Kiểu đánh thuận tay của Nadal giúp anh thực hiện được những cú topspin cực nặng có độ xoáy rất cao, trung bình bóng xoay 3200 vòng/phút và có cú lên đến 4900 vòng/phút (Federer là khoảng 2700 vòng/phút còn Sampras và Agassi là khoảng 1,800-1,900 vòng/phút). Cú trái tay được Nadal thực hiện bằng hai tay.
Lúc trước thì những cú giao bóng của Nadal luôn bị xem là điểm yếu của anh và anh rất ít khi giành được những cú ace. Mặc dù vậy, trong mùa giải 2010, anh đã có những thay đổi trong cách giao bóng để cải thiện tình hình. Sự tiến bộ trong cú giao bóng giúp Nadal rất nhiều ở giải Mỹ Mở rộng 2010. Hiện tại tốc độ giao tối đa của anh khoảng 135 dặm/giờ (217 km/giờ), và anh đã giành được nhiều điểm số hơn từ cú giao bóng.
Một điểm mạnh quan trọng nữa của Nadal là tinh thần thi đấu kiên cường và khả năng tính toán chiến thuật hợp lý. Nadal có khả năng phớt lờ đi những bất lợi về mặt tỷ số hay khán giả để chỉ tập trung vào tình huống đang đánh. Anh có thể ăn mừng rất hưng phấn sau một điểm số giành được, nhưng luôn giữ được bình tĩnh trong những lúc khó khăn. Hầu như rất hiếm khi người ta được chứng kiến những khoảnh khắc nóng nảy của anh trên sân. Nadal cũng có khả năng thích ứng tốt để thay đổi chiến thuật cho phù hợp với tình hình thời tiết, sân bãi hay chiến thuật của đối phương.
Mặc dù từng bị xem là chỉ mạnh trên sân đất nện, thời gian gần đây thì Nadal đã chứng tỏ rằng anh cũng chơi tốt trên các mặt sân khác. Anh đã giành 8 Grand Slam trên các mặt sân khác cùng các danh hiệu lớn nhỏ. Thế nhưng, bên cạnh những lời khen ngợi cho tài năng của Nadal thì cũng có nhiều chuyên gia đặt câu hỏi về khả năng thi đấu lâu dài của anh, cho rằng lối chơi của anh có thể sẽ dễ dẫn đến chấn thương. Anh thường bị đánh giá thấp hơn một bậc so với Novak Djokovic về sự toàn diện, cũng như là sự trái ngược hoàn toàn so với lối chơi đẹp mắt của Roger Federer.

## Bên ngoài sân đấu
Tuy không phải là một cầu thủ chuyên nghiệp nhưng Nadal tham gia khá nhiều vào các hoạt động bóng đá. Anh là một trong những CĐV lớn nhất của CLB Real Madrid và đội tuyển Tây Ban Nha. Vào đầu năm 2011, Nadal được kết nạp vào CLB thành viên danh dự của Real Madrid cùng các tên tuổi lẫy lừng như Alfredo Di Stefano, Sepp Blatter và Vicente del Bosque. Khi Tây Ban Nha vô địch World Cup 2010, Nadal là một trong 6 người ngoài duy nhất được vào phòng thay đồ để ăn mừng cùng các thành viên của đội bóng (5 người còn lại gồm hai phóng viên, hoàng hậu Tây Ban Nha cùng thái tử Tây Ban Nha và vợ). Vào ngày 7 tháng 8 năm 2010, Nadal trở thành một cổ đông của đội bóng quê nhà RCD Mallorca để giúp CLB thoát khỏi cảnh nợ nần. Anh nắm giữ 10% cổ phần của CLB cho đến khi quyết định bán lại vào cuối năm 2011.
Nadal hiện tại cũng là người mẫu quảng cáo đồ lót và quần jeans cho hãng Armani, có một hợp đồng tài trợ với hãng trang phục thể thao Nike và hãng đồng hồ Richard Mille. Chiếc đồng hồ trị giá 525,000 đôla mà anh thường đeo khi ra sân thi đấu chính là từ hãng Richard Mille.
Tháng 2 năm 2010, Nadal xuất hiện trong video ca nhạc "Gypsy" của Shakira. Tên anh cũng được đặt cho thiên thạch 128036 Rafaelnadal.
Rafa Nadal Foundation là tổ chức từ thiện của Nadal. Anh từng cho biết rằng sau khi giải nghệ sẽ tập trung vào việc điều hành tổ chức từ thiện này.
19/10/2016, Nadal khánh thành học viện Rafa Nadal Academy tại quê nhà Mallorca. Học viện đang được quản lý bởi chú của Nadal là Toni Nadal sau khi cả 2 người đường ai nấy đi vào thời điểm cuối mùa giải 2017.